# 訃報 2022年3月
訃報 2022年3月（ふほう 2022ねん3がつ）では、2022年3月に物故した、または物故が報じられた人物についてまとめる。

## 1日 - 15日

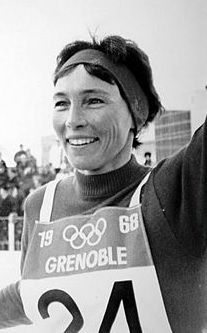
アレフティナ・コルチナ／3月1日没

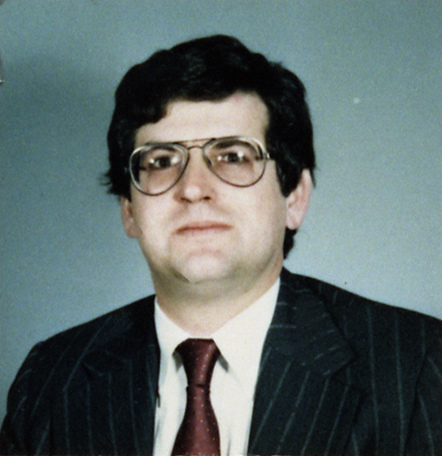
ケネス・デュバースタイン／3月2日没

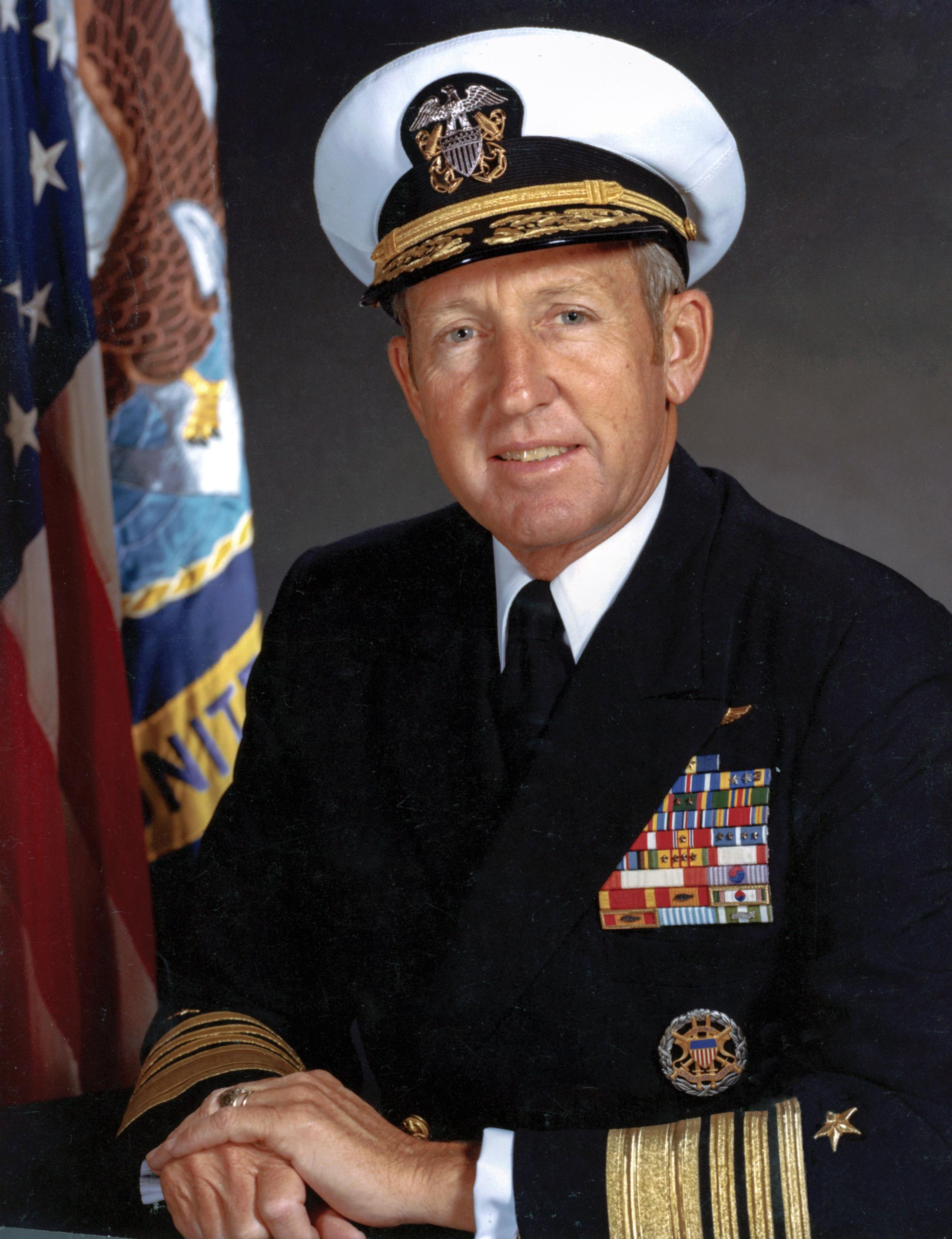
トーマス・ヘイワード／3月3日没

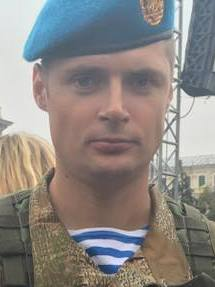
ヴァレリー・チビネエフ／3月3日没

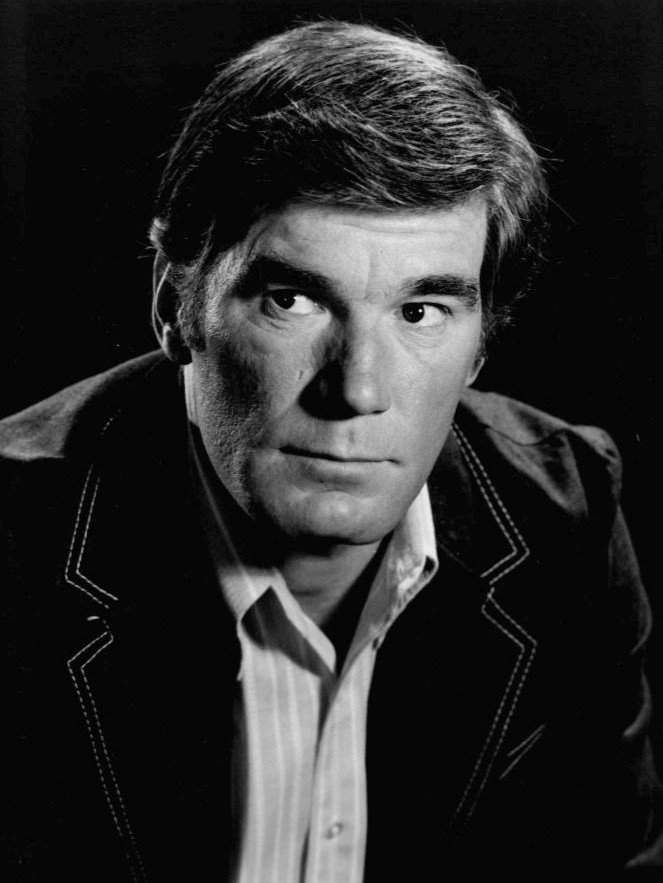
ミッチェル・ライアン／3月4日没

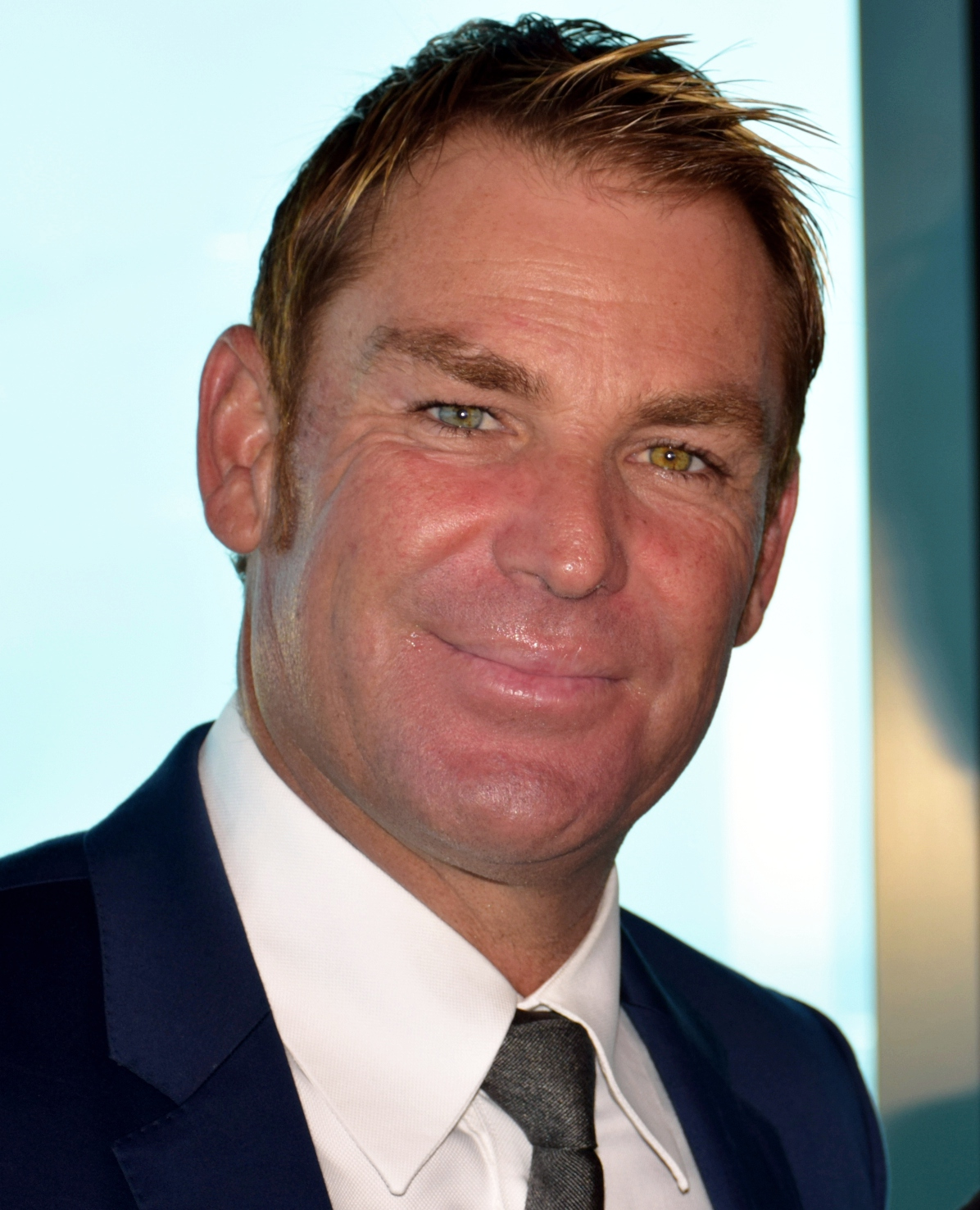
シェーン・ウォーン／3月4日没

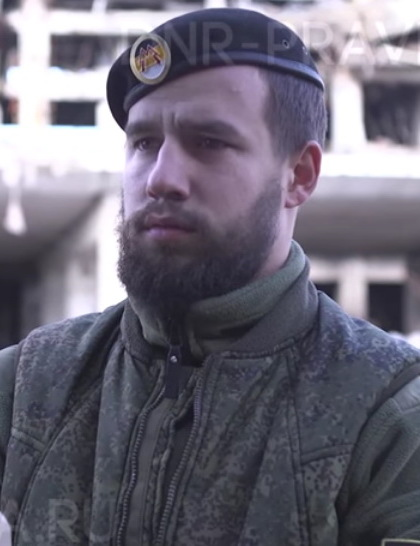
ウラジーミル・ゾガ／3月5日没

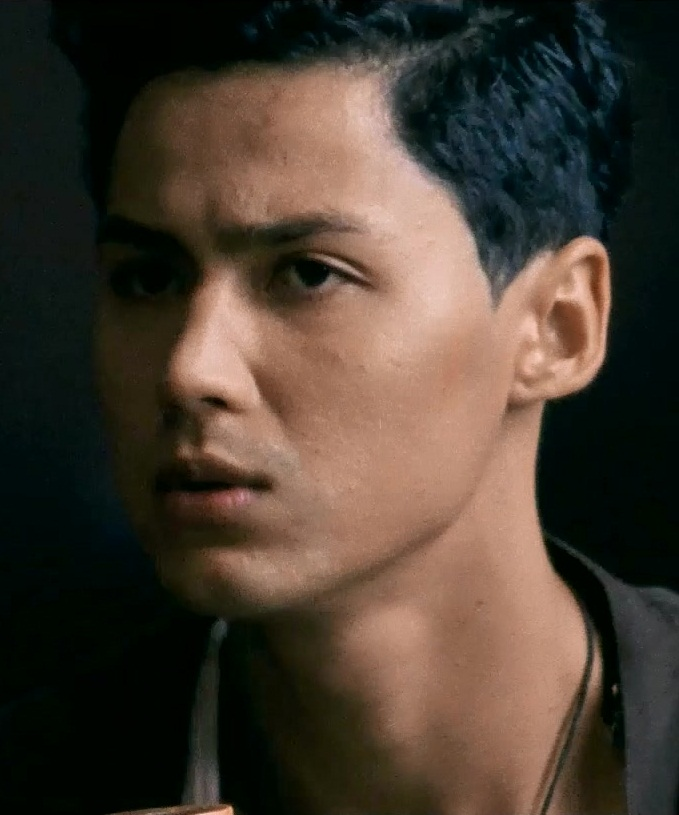
パブロ・リー／3月6日没

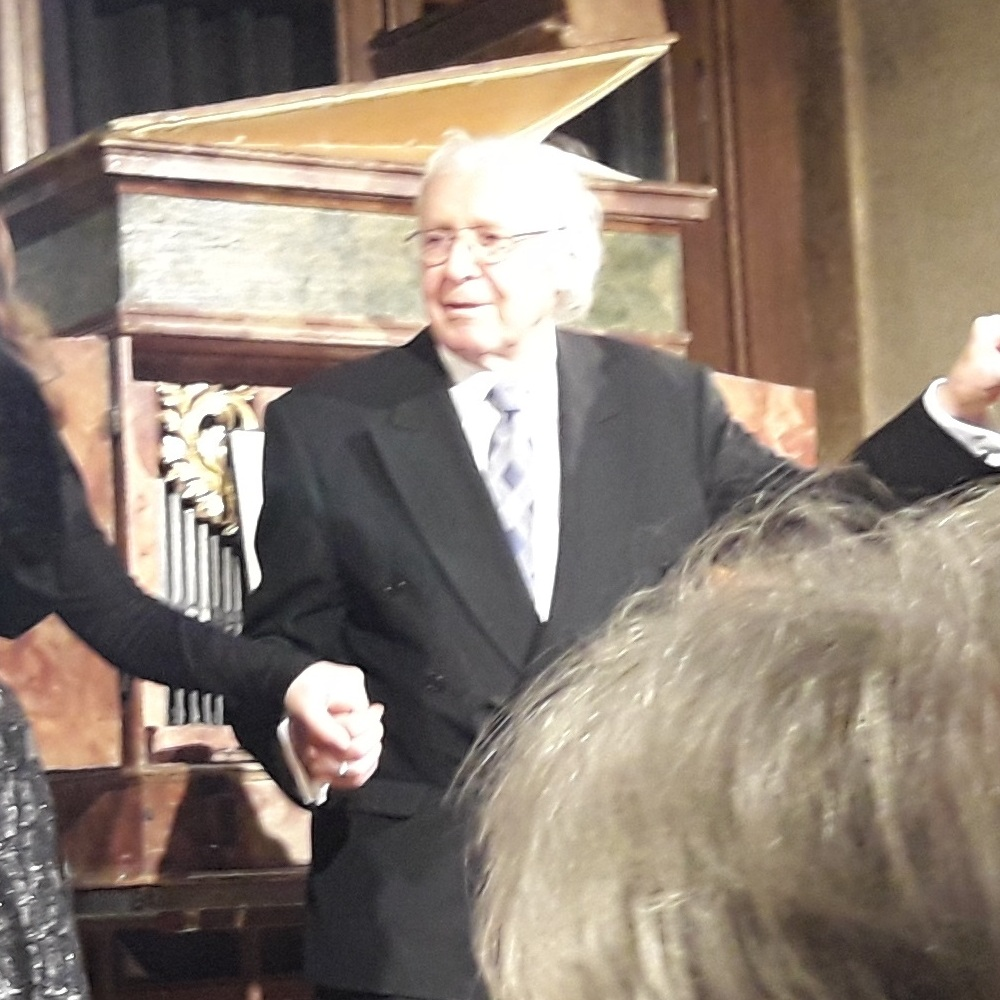
レネー・クレメンチッチ／3月8日没

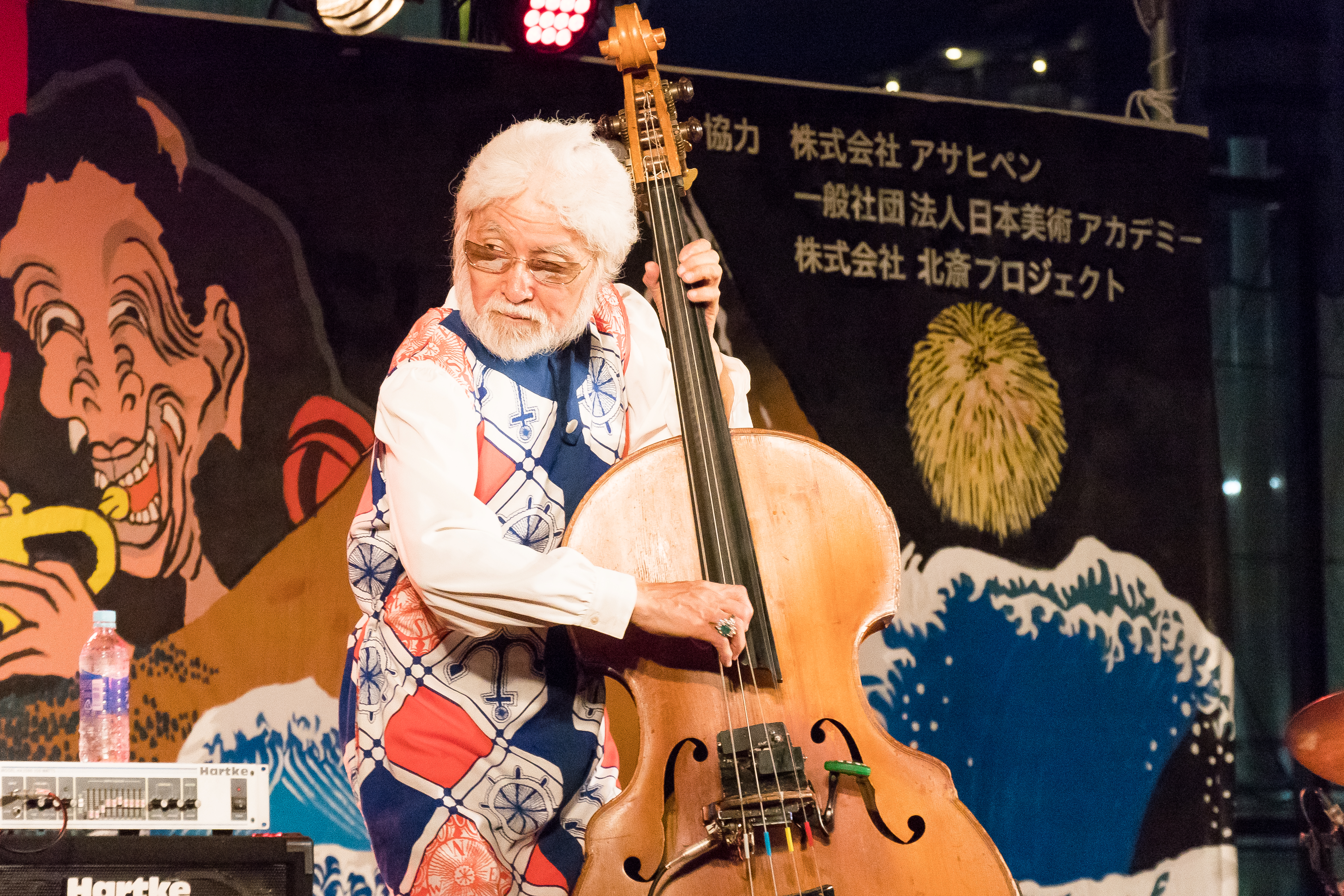
鈴木勲／3月8日没

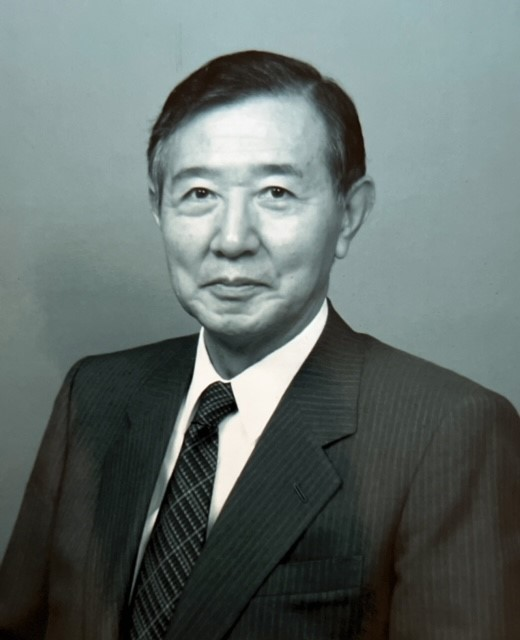
豊島久真男／3月9日没

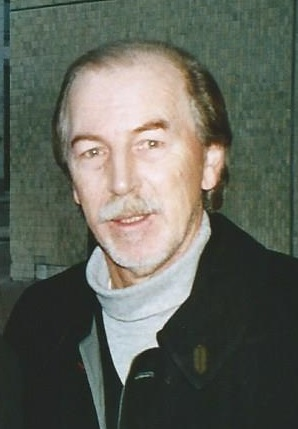
ユルゲン・グラボウスキ／3月10日没

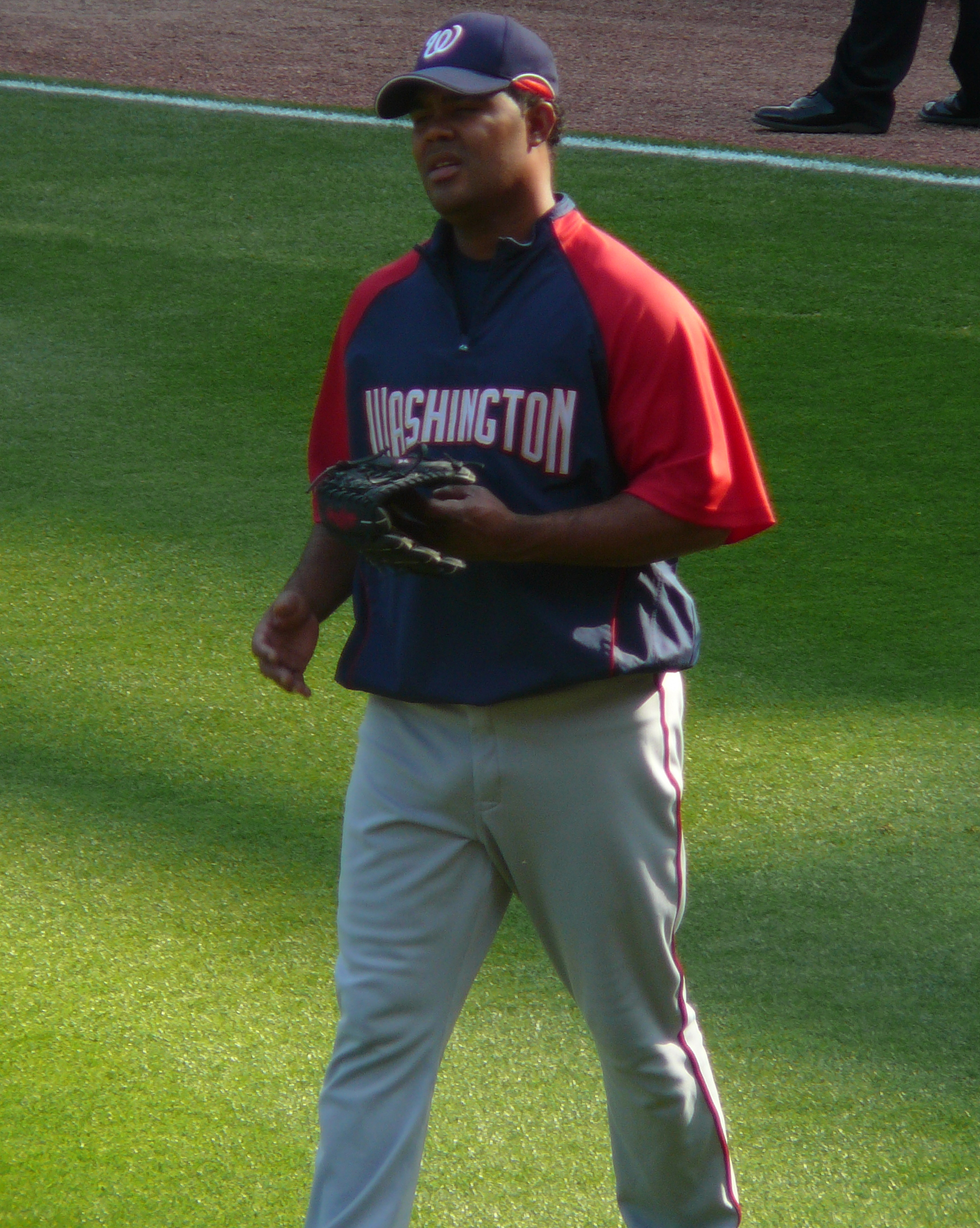
オダリス・ペレス／3月10日没

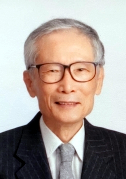
近藤淳／3月11日没

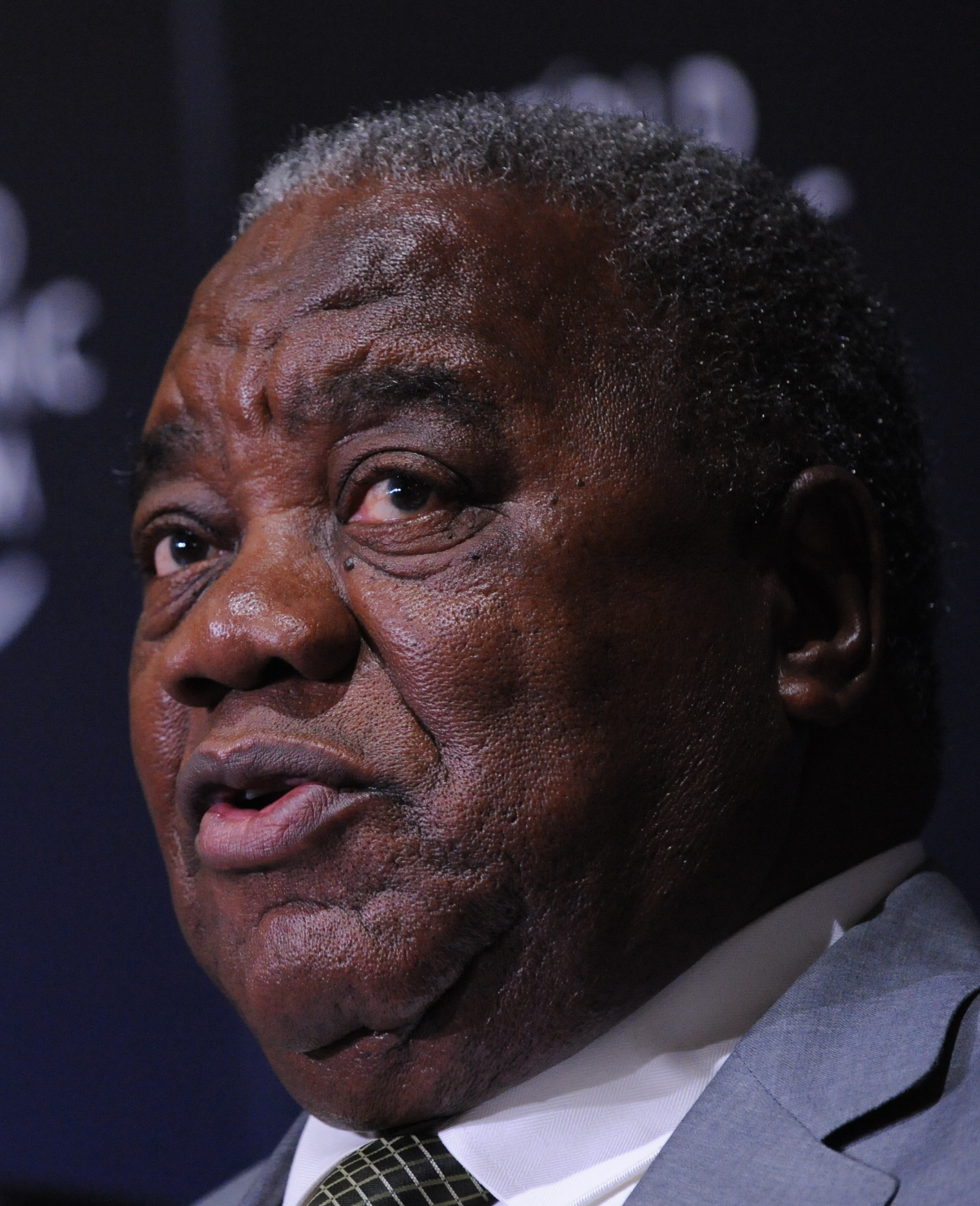
ルピヤ・バンダ／3月11日没

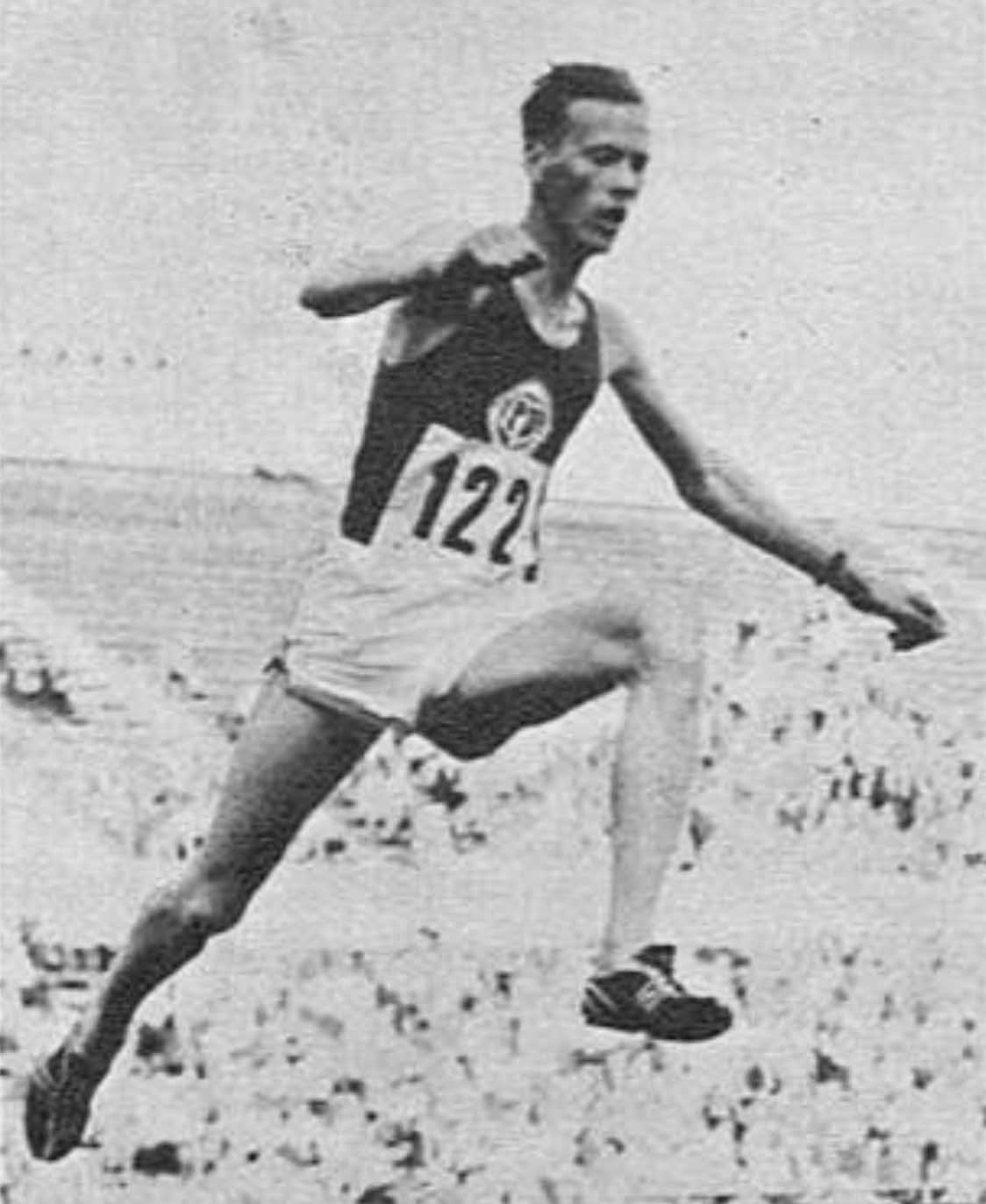
ペンティ・カルボネン／3月12日没

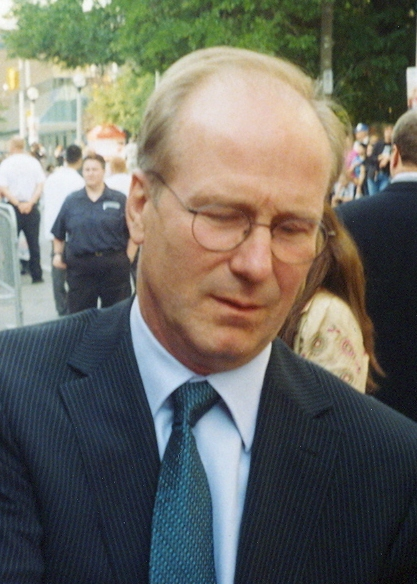
ウィリアム・ハート／3月13日没

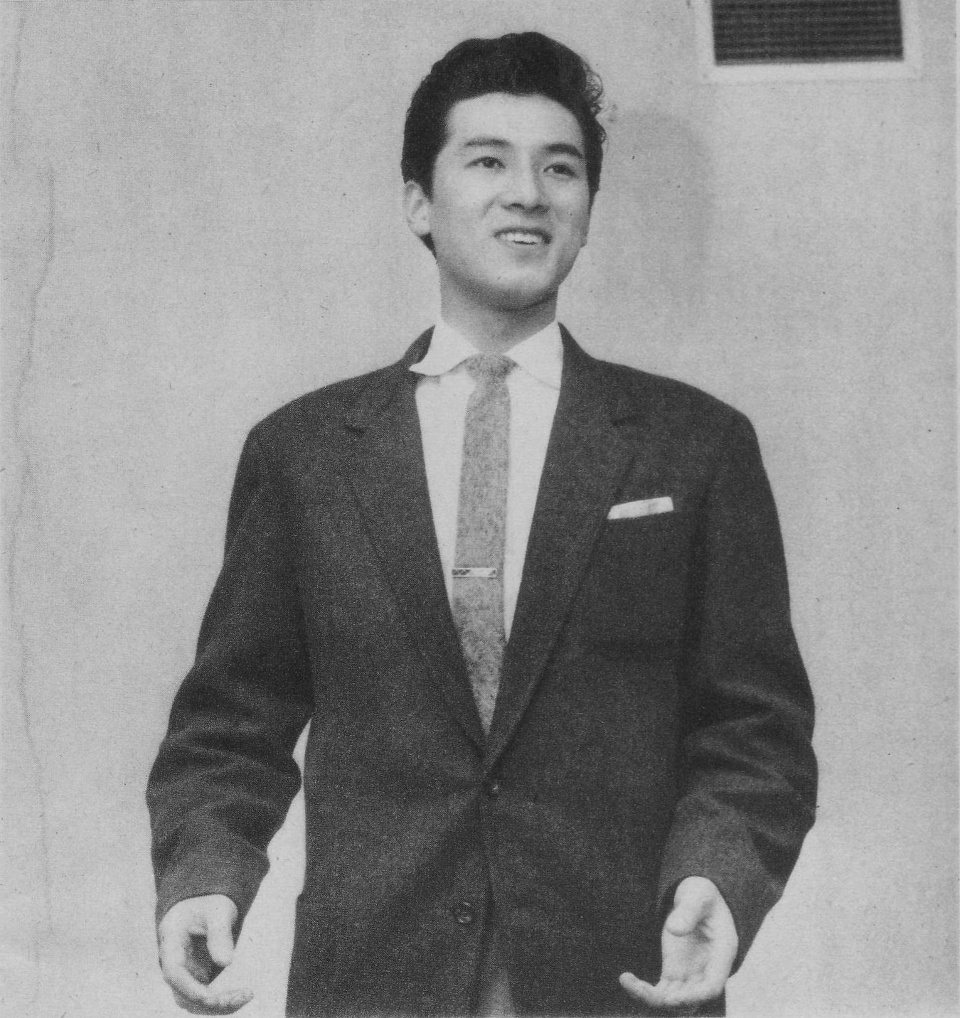
宝田明／3月14日没

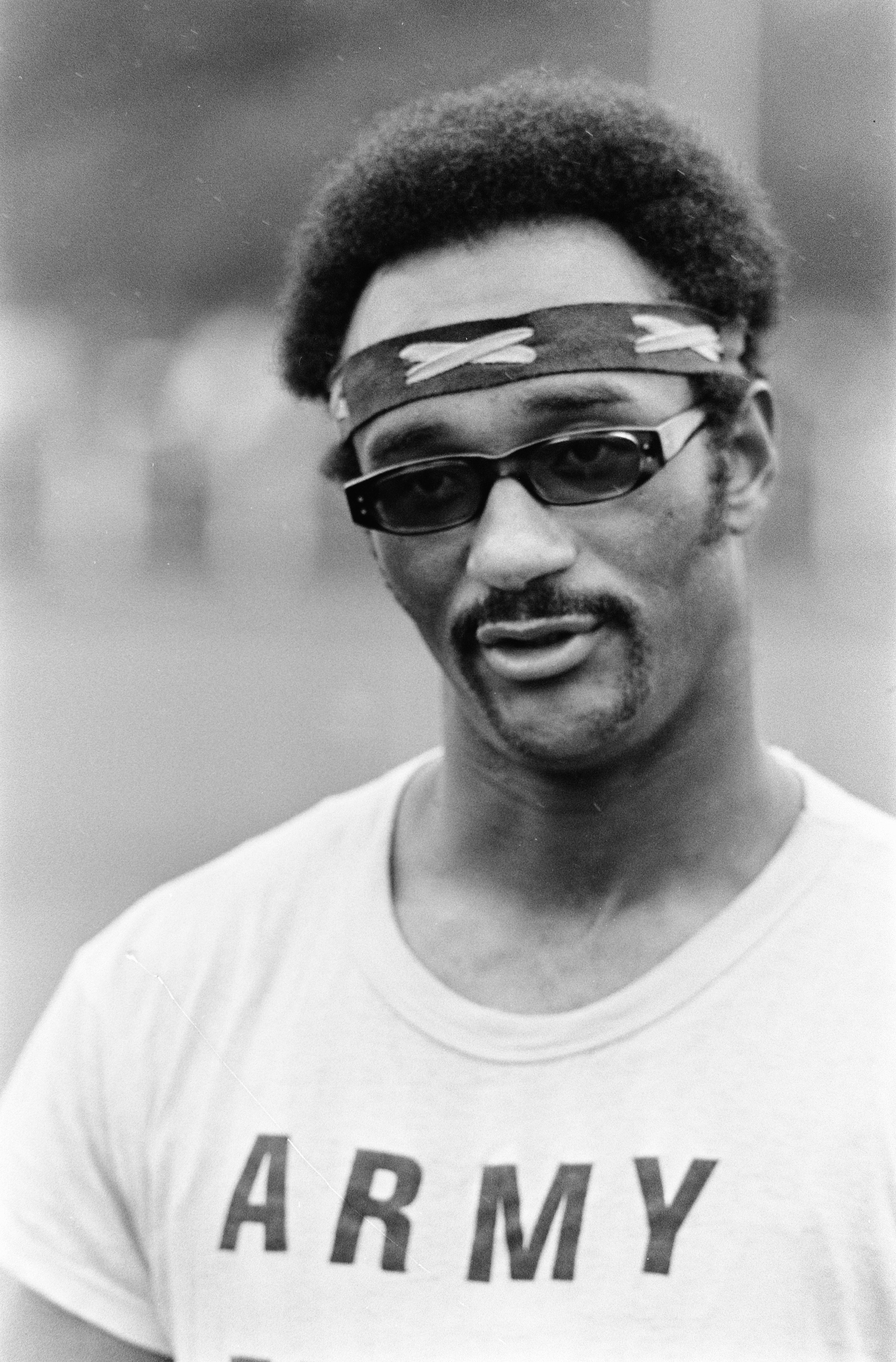
チャールズ・エドワード・グリーン／3月14日没

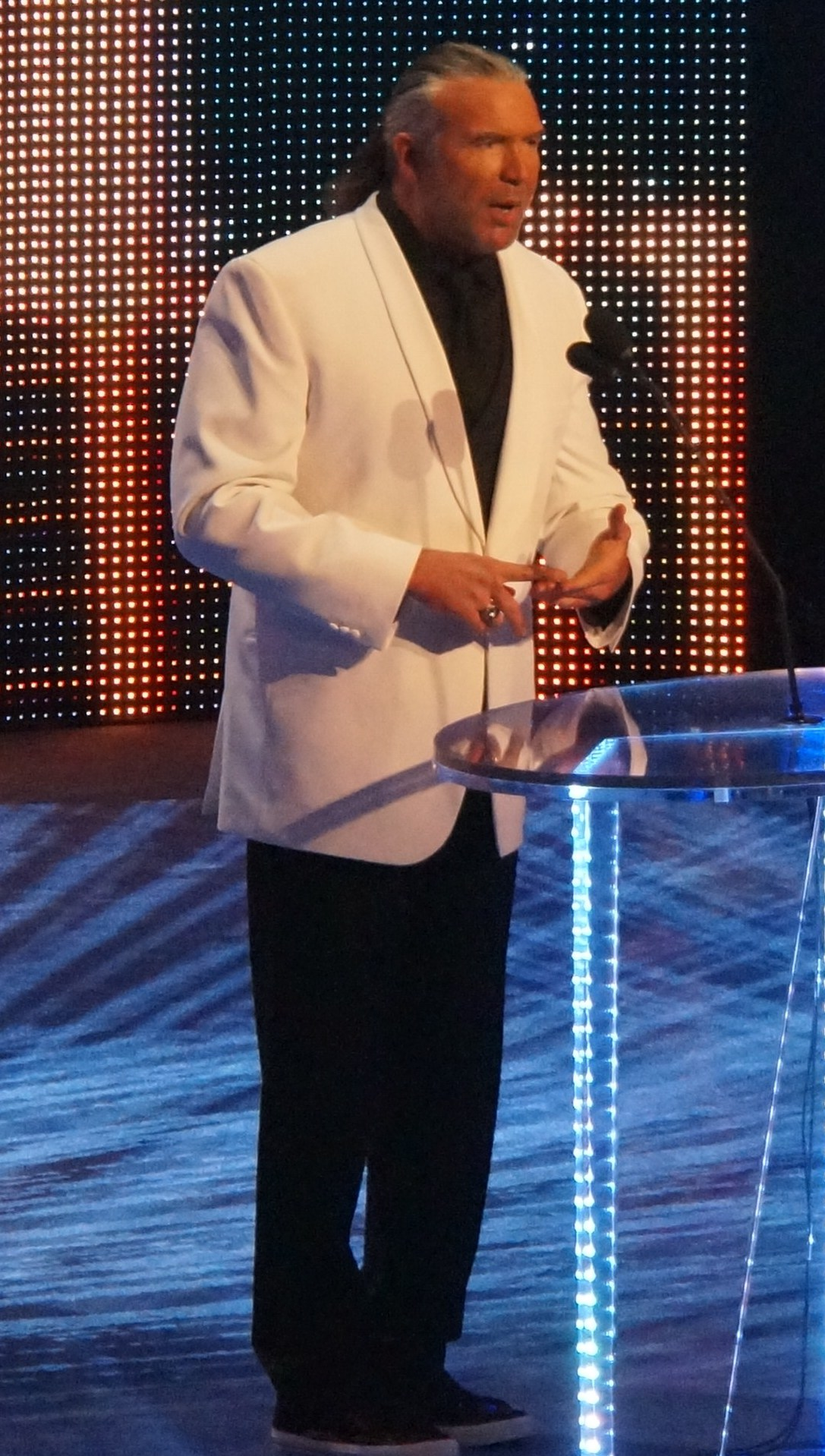
スコット・ホール／3月14日没

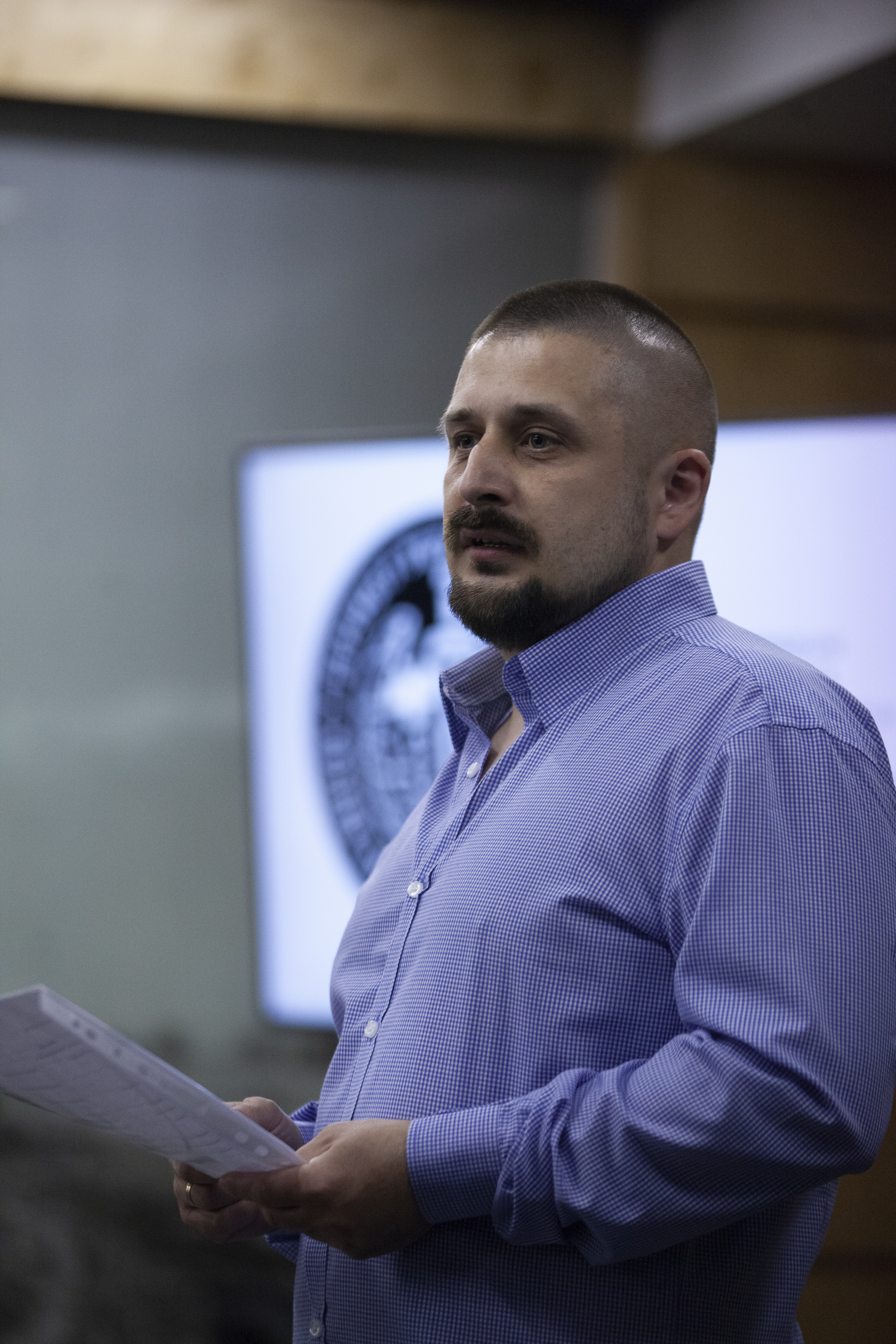
ミコラ・クラフチェンコ／3月14日没

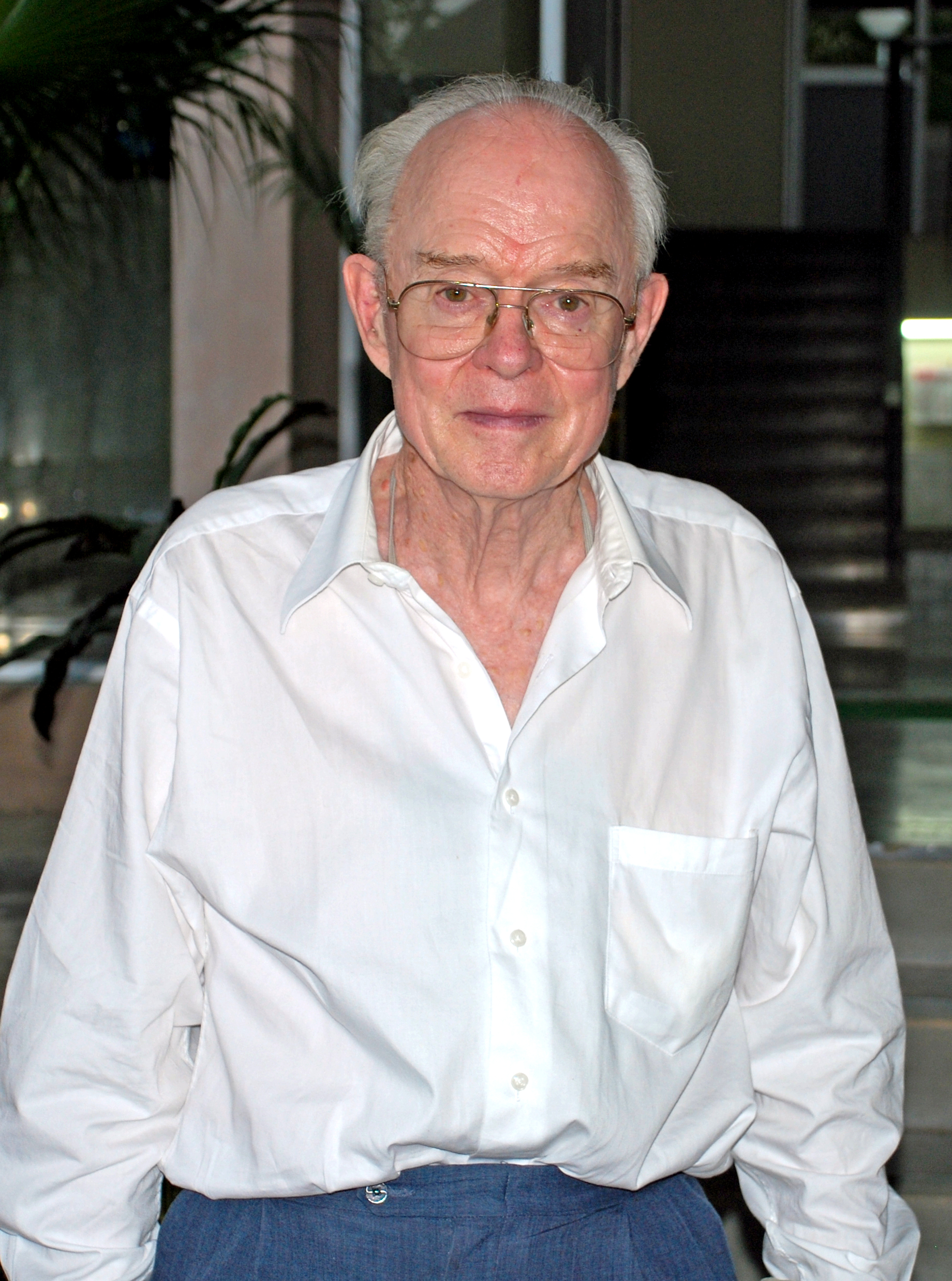
ユージン・ニューマン・パーカー／3月15日没

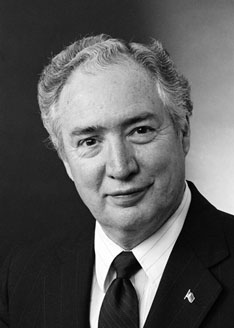
ラウロ・フレッド・カヴァゾス／3月15日没

- 3月1日 - 金秉騏、韓国の画家（* 1916年）[1]
- 3月1日 - アレフティナ・コルチナ、ロシアの元クロスカントリースキー選手、1964年インスブルックオリンピック女子3×5kmリレー金メダリスト【旧ソビエト連邦代表】（* 1930年）[2]
- 3月1日 - ドミニク・パチュレル（フランス語版）、フランスの俳優（* 1931年）[3]
- 3月1日 - 王蓓（英語版）、中華人民共和国の女優（* 1931年）[4]
- 3月1日 - 弘中喜通、日本の実業家、元読売新聞大阪本社社長（* 1947年）[5]
- 3月1日 - 安丸信行、日本の彫刻家、元東宝映像美術主任（* 1935年）[6][7]
- 3月1日 - オレクサンドル・クリク、ウクライナの自転車競技指導者（* 1957年）[8]
- 3月1日 - イェウヘン・マリシェフ、ウクライナのバイアスロン選手（* 2002年）[9][10]
- 3月1日（訃報発表日） - リチャード・プラット（英語版）、アメリカ合衆国のR&B／ソウルミュージックシンガー、ブルー・マジックメンバー（* 生年不明）[11]
- 3月2日 - オーザリン・ルーシー（英語版）、アメリカ合衆国の公民権運動活動家、アラバマ大学に就学した最初のアフリカ系アメリカ人（* 1929年）[12]
- 3月2日 - 中野照海、日本の教育学者、国際基督教大学名誉教授（* 1931年）[13]
- 3月2日 - トニー・ウォルトン（英語版）、イギリスの舞台美術・衣裳デザイナー（* 1934年）[14]
- 3月2日 - 森川八洲男、日本の会計学者、明治大学名誉教授、元日本簿記学会会長（* 1937年）[15]
- 3月2日 - アラン・ラッド・ジュニア（英語版）、アメリカ合衆国の映画監督、映画製作者（* 1937年）[16]
- 3月2日 - 原田泰治、日本の画家、グラフィックデザイナー（* 1940年）[17]
- 3月2日 - ケネス・デュバースタイン、アメリカ合衆国の実業家、ロビイスト、元大統領首席補佐官（* 1944年）[18]
- 3月2日 - 今成泰章、日本の元プロ野球北海道日本ハムファイターズスカウト（* 1956年）[19]
- 3月2日 - ウォロディミル・ストルク（英語版）、ウクライナの政治家、クレミンナ市長（* 1964年）[20]
- 3月3日 - トーマス・ヘイワード、アメリカ合衆国の元軍人、海軍大将、第21代海軍作戦部長（* 1924年）[21]
- 3月3日 -  西村京太郎、日本の小説家、推理作家（* 1930年）[22]
- 3月3日 -  デンロイ・モーガン（英語版）、ジャマイカのレゲエミュージシャン（* 1946年）[23]
- 3月3日 - 工藤次郎、日本の実業家、元工藤建設社長（* 1948年）[24]
- 3月3日 - 三沢淳、日本の元プロ野球選手【中日ドラゴンズ・日本ハムファイターズ所属】、政治家、元衆議院議員【新進党・自由党・保守党所属】（* 1952年）[25]
- 3月3日 - アルベルト・ポボル、クロアチアの元サッカー選手・指導者、元セレッソ大阪ヘッドコーチ・監督（* 1956年）[26]
- 3月3日 - ディーン・ウッズ、オーストラリアの自転車競技選手、1984年ロサンゼルスオリンピック団体追抜金メダリスト（* 1966年）[27]
- 3月3日 - ヴァレリー・チビネエフ、ウクライナの軍人、第79空襲旅団少佐（* 1988年）[28]
- 3月4日 - ミッチェル・ライアン、アメリカ合衆国の俳優（* 1934年）[29]
- 3月4日 - マロシ・パウラ（英語版）、ハンガリーの元フェンシング選手、1964年東京オリンピック女子フルーレ団体金メダリスト（* 1936年）[30]
- 3月4日 - イワン・エドワーズ、ウェールズ出身のカナダの合唱指揮者（* 1937年）[31]
- 3月4日 - 佐竹由美、日本のソプラノ歌手、国立音楽大学教授（* 1959年）[32]
- 3月4日 - シェーン・ウォーン、オーストラリアのクリケット選手（* 1969年）[33][34]
- 3月5日 - アゴスティーノ・カッチャヴィラン（英語版）、イタリアのカトリック教会聖職者、枢機卿、元聖座財産管理局（英語版）局長（* 1926年）[35]
- 3月5日 - 鍛治壮一、日本の航空ジャーナリスト、航空評論家（* 1930年）[36]
- 3月5日 - 鷲澤正一、日本の政治家、元長野県長野市長（* 1940年）[37]
- 3月5日 - 岩本繁、日本の公認会計士、アーサー・アンダーセン日本代表（* 1941年）[38]
- 3月5日 - エルグジャ・プルドゥリ（英語版）、旧ソ連出身のジョージアの俳優、歌手（* 1941年）[39]
- 3月5日 - 志垣太郎、日本の俳優、声優（* 1951年）[40]
- 3月5日 - 坂口照幸、日本の作詞家（* 1957年）[41]
- 3月5日 - デニス・キレーエフ（ウクライナ語版）、ウクライナの銀行家、元ウクライナ国家貯蓄銀行（ウクライナ語版）理事会副議長（* 1977年）[42]
- 3月5日 - アレクセイ・ハサノフ、ロシアの軍人、航空宇宙軍中佐、第31戦闘機航空連隊副司令官（* 1977年）[43]。
- 3月5日 - ウラジーミル・ゾガ、ドネツク人民共和国の民兵組織指導者、スパルタ大隊司令官（* 1993年）[44]
- 3月5日（死亡確認日） - コンスタンティン・ジゼフスキー、ロシアの軍人、陸軍大佐、第247親衛空挺連隊長（* 生年不明）[45]
- 3月6日 - フランク・オファレル（英語版）、アイルランドの元サッカー選手・指導者、元同国代表、元イラン代表監督（* 1927年）[46]
- 3月6日 - コロンディ・マルギット、ハンガリーの元女子体操競技選手、1952年ヘルシンキ・1956年メルボルンオリンピック金メダリスト（* 1932年）[47]
- 3月6日 - 仲地昌京、日本のアナウンサー、元極東放送・琉球放送アナウンサー（* 1936年）[48]
- 3月6日 - ロビー・ブライトウェル、イギリスの元陸上選手、1964年東京オリンピック男子4×400mリレー銀メダリスト（* 1939年）[49]
- 3月6日 - ジュゼッペ・ウィルソン（英語版）、イタリアの元サッカー選手、元同国代表（* 1945年）[50]
- 3月6日 - パブロ・リー、ウクライナの俳優、志願兵（* 1988年）[51]
- 3月7日 -  狹川宗玄、日本の華厳宗僧侶、東大寺元別当・長老（* 1921年）[52]
- 3月7日 - 宮平初子、日本の染織家、人間国宝（* 1922年）[53]
- 3月7日 - 周広仁（中国語版）、中華人民共和国のピアニスト、音楽教育家（* 1928年）[54]
- 3月7日 - ムハンマド・ラフィーク・ターラル（英語版）、パキスタンの法学者、政治家、第9代大統領（* 1929年）[55]
- 3月7日 - ペトロー・ヤーノシュ、ハンガリーの指揮者、作曲家（* 1935年）[56]
- 3月7日 - 清水哲男、日本の詩人（* 1938年）[57]
- 3月7日 - 新井孝雄、日本の実業家、元ヤマト会長（* 1941年）[58]
- 3月7日 - ベルクレック・チャルバンチャイ、タイ王国の元プロボクサー、元WBA世界フライ級王者（* 1944年）[59]
- 3月7日 - シャフナワーズ・タナイ、アフガニスタンの政治家、軍人、元国防大臣（* 1958年）[60]
- 3月7日 - ユーリイ・プリリプコ、ウクライナの政治家、ホストメリ市長（* 1960年）[61]
- 3月7日 - オレクサンドル・マルチェンコ（英語版）、ウクライナの政治家、元最高議会議員（* 1965年）[62]
- 3月7日 - ヴィタリー・ゲラシモフ、ロシアの軍人、第41諸兵科連合軍参謀長・副司令官（* 1977年）[63][64]
- 3月7日 - 征海美亜、日本の漫画家（* 生年不明）[65]
- 3月8日 - ユリコ、アメリカ合衆国のダンサー、振付師（* 1920年）[66]
- 3月8日 - ギョウ・オバタ（英語版）（小圃暁）、アメリカ合衆国の建築家（* 1923年）[67]
- 3月8日 - レネー・クレメンチッチ、オーストリアの作曲家、指揮者（* 1928年）[68]
- 3月8日 - 鈴木勲、日本のジャズベーシスト（* 1933年）[69]
- 3月8日 - ロン・ペンバー、イギリスの俳優（* 1934年）[70]
- 3月8日 - 国島征二、日本の彫刻家、造形作家（* 1937年）[71]
- 3月8日 - 石原典子、日本の作家・石原慎太郎元東京都知事夫人（* 1938年）[72]
- 3月8日 - 豊住満、日本の実業家、太洋基礎工業創業者・元会長（* 1940年?）[73]
- 3月8日 - グランパ・エリオット（英語版）、アメリカ合衆国のストリートミュージシャン（* 1944年）[74]
- 3月8日 - トマス・ボーイ（英語版）、メキシコの元サッカー選手・指導者、元同国代表（* 1951年）[75]
- 3月8日 - ロン・マイルス（英語版）、アメリカ合衆国のジャズコルネット・トランペット奏者（* 1963年）[76]
- 3月8日 - デビッド・ベネット・シニア（英語版）、アメリカ合衆国の男性、人類初のブタの心臓を異種移植した人物（* 1964年）[77]
- 3月8日 - ルイス・ペレイラ（英語版）、ブラジルの陸上競技選手、1992年バルセロナパラリンピック砲丸投THW4金メダリスト（* 1964年）[78]
- 3月8日 - アスラン・カンビエフ（ロシア語版）、ロシアのサンボ選手、柔道家（* 1985年）[79]
- 3月8日 - アルテム・プリメンコ（ウクライナ語版）、ウクライナのサンボ選手（* 2006年）[80]
- 3月9日 - 山本勝一、日本の観世流能楽師（* 1928年）[81]
- 3月9日 -  水谷春晶、日本の書家（* 1929年?）[82]
- 3月9日 -  豊島久真男、日本の医学者、 東京大学・大阪大学名誉教授（* 1930年）[83]
- 3月9日 -  バートン・L・マック、アメリカ合衆国の聖書学者（* 1931年）[84]
- 3月9日 - リチャード・ポドラー（英語版）、アメリカ合衆国のミュージシャン、音楽プロデューサー（* 1936年）[85]
- 3月9日 - ジョニー・グリアー（英語版）、アメリカ合衆国のアメリカンフットボール審判員（* 1947年）[86]
- 3月9日 - ジャスティス・クリストファー、ナイジェリアのサッカー選手（* 1981年）[87]
- 3月10日 - 下野敏見、日本の民俗学者（* 1929年）[88]
- 3月10日 - J・H・エリオット（英語版）、イギリスの歴史家、スペイン研究者（* 1930年）[89]
- 3月10日 - ボビー・ネルソン（英語版）、アメリカ合衆国のピアニスト、歌手、ウィリー・ネルソンバンドメンバー（* 1931年）[90]
- 3月10日 - アンネローゼ・シュミット、ドイツのピアニスト（* 1936年）[91][92]
- 3月10日 - エミリオ・デルガド（英語版）、アメリカ合衆国の俳優、声優、歌手（* 1940年）[93]
- 3月10日 - マリオ・テラン（英語版）、ボリビアの元軍人、元陸軍軍曹、チェ・ゲバラを処刑した人物（* 1942年）[94]
- 3月10日 - ユルゲン・グラボウスキ、ドイツの元サッカー選手、元同国代表（* 1944年）[95]
- 3月10日（訃報発表日） -  日高政光、日本のアニメーション演出家（* 1960年）[96]
- 3月10日 - オダリス・ペレス、ドミニカ共和国の元MLB選手【ロサンゼルス・ドジャースなどに所属】（* 1977年）[97]
- 3月10日 - イェウヘン・デイデイ（英語版）、ウクライナの政治家、元最高議会議員（* 1987年）[98]
- 3月11日 - 近藤淳、日本の物理学者、東邦大学名誉教授（* 1930年）[99]
- 3月11日 - 三浦精、日本の工学者、京都大学名誉教授（* 1932年）[100]
- 3月11日 - 佐々木正、日本の実業家、元日本原燃社長（* 1935年）[101]
- 3月11日 - ルピヤ・バンダ、ザンビア共和国の政治家、第4代大統領（* 1937年）[102]
- 3月11日 - ルスタム・イブラギムベコフ（英語版）、アゼルバイジャンの脚本家、映画監督、映画プロデューサー（* 1939年）[103]
- 3月11日 - 立川文志、日本の江戸文字書家（* 1940年）[104]
- 3月11日 - 中村勝行、日本の脚本家、小説家（* 1942年）[105]
- 3月11日 - ティミー・トーマス（英語版）、アメリカ合衆国のR&Bシンガー（* 1944年）[106]
- 3月11日 - グヮイヨ・セデーニョ、ホンジュラスのミュージシャン、音楽プロデューサー（* 1974年）[107]
- 3月11日 - アンドレイ・コレスニコフ、ロシアの軍人、第29諸兵科連合軍司令官（* 1977年）[108]
- 3月11日 - ティリオロ・ウィリー、キリバスの陸上競技選手（* 1999年）[109]
- 3月12日 - 吉永仁郎、日本の劇作家（* 1929年）[110]
- 3月12日 - ペンティ・カルボネン、フィンランドの元陸上競技選手（* 1931年）[111][112]
- 3月12日 - 江口昇次、日本の物質制御工学者、名古屋大学名誉教授（* 1934年）[113]
- 3月12日 - 外口玉子、日本の政治家、保健師、看護師、元衆議院議員【日本社会党所属】、元社会福祉法人理事長（* 1937年）[114]
- 3月12日 - 椙山孝金、日本の経済学者、椙山女学園元学長（* 1939年）[115]
- 3月12日 - カール・オフマン（英語版）、モーリシャスの政治家、第3代大統領（* 1940年）[116]
- 3月12日 - ジェシカ・ウィリアムズ（英語版）、アメリカ合衆国のジャズピアニスト、作曲家（* 1948年）[117]
- 3月12日 - バリー・ベイリー（英語版）、アメリカ合衆国のギタリスト、アトランタ・リズム・セクションメンバー（* 1948年）[118]
- 3月12日 - 松村雄策、日本の音楽評論家（* 1951年）[119]
- 3月12日 - トレイシー・ブラクストン（英語版）、アメリカ合衆国のR&Bシンガー、テレビ・ラジオパーソナリティ（* 1971年）[120]
- 3月13日 - 北村春江、日本の政治家、元兵庫県芦屋市長（* 1928年）[121]
- 3月13日 - 李光羲（中国語版）、中華人民共和国のテノール歌手（* 1929年）[122]
- 3月13日 - 和田明広、日本の実業家、元トヨタ副社長・アイシン精機（現アイシン）会長（* 1934年）[123]
- 3月13日 - ヴィック・エルフォード（英語版）、イギリスのレーシングドライバー（* 1935年）[124]
- 3月13日 - ミカエラ・コウシーニョ・イ・キニョーネス・デ・レオン（英語版）、チリ出身のスペインの貴族、フランス公アンリ夫人（* 1938年）[125]
- 3月13日 - 福島淳、日本の法学者、福岡教育大学名誉教授（* 1942年?）[126]
- 3月13日 - 新藤宗幸、日本の政治学者、千葉大学名誉教授（* 1946年）[127]
- 3月13日 - 白幡洋三郎、日本の造園学者、国際日本文化研究センター名誉教授（* 1949年）[128]
- 3月13日 - ウィリアム・ハート、アメリカ合衆国の俳優（* 1950年）[129]
- 3月13日 - ブレント・ルノー、アメリカ合衆国のジャーナリスト、作家、映画監督（* 1971年）[130][131]
- 3月14日 - 呉祖強、中華人民共和国の作曲家（* 1927年）[132]
- 3月14日 - 宝田明、日本の俳優、司会者（* 1934年）[133][134]
- 3月14日 - 綱紀栄泉、日本の書家、実業家（* 1935年）[135]
- 3月14日 - 永井梓、日本の新聞記者、コラムニスト、元読売新聞副主筆、東京本社専務（* 1935年）[136]
- 3月14日 - 堀川吉則、日本のジャーナリスト、球団経営者、元読売新聞東京本社副社長・読売ジャイアンツ球団社長（* 1935年）[137]
- 3月14日 - 伊藤憲一、日本の国際政治学者、公益財団法人日本国際フォーラム代表理事・会長、青山学院大学名誉教授（* 1938年）[138]
- 3月14日 - 松本道弘、日本の英語通訳者、英語講師（* 1940年）[139]
- 3月14日 - チャールズ・エドワード・グリーン、アメリカ合衆国の元陸上競技選手、1968年メキシコシティオリンピック4×100mリレー金メダリスト（* 1944年）[140]
- 3月14日 - スティーブ・ウィルハイト、アメリカ合衆国のコンピュータ科学者（* 1948年）[141]
- 3月14日 - 李進進（中国語版）、中華人民共和国出身のアメリカ合衆国の弁護士、六四天安門事件における民主化運動家（* 1955年）[142]
- 3月14日 - シャリーフ・アリー・イブン・アル＝フセイン（英語版）、イラクの王位請求者、元イラク国王ファイサル2世の従兄弟（* 1956年）[143]
- 3月14日 - スコット・ホール、アメリカ合衆国のプロレスラー、元WWEインターコンチネンタル王者、WWE殿堂（* 1958年）[144]
- 3月14日 - ピエール・ザクシェフスキ（英語版）、アイルランドのフォトジャーナリスト（* 1966年）[145]
- 3月14日 - 山本夜羽音、日本の漫画家（* 1966年）[146]
- 3月14日 - ミコラ・クラフチェンコ、ウクライナの政治活動家、国内軍軍人、アゾフ大隊創立者の1人（* 1983年）[147]
- 3月14日 - アレクサンドラ・クブシノワ、ウクライナのジャーナリスト（* 1997年?）[145]
- 3月14日 - セルゲイ・ポロフニャ（ウクライナ語版）、ロシアの軍人、陸軍大佐、第12独立親衛隊工学旅団司令官（* 生年不明）[148][149]
- 3月15日 - ユージン・ニューマン・パーカー、アメリカ合衆国の宇宙物理学者（* 1927年）[150]
- 3月15日 - ラウロ・フレッド・カヴァゾス、アメリカ合衆国の政治家、医学者、教育者、元教育長官（* 1927年）[151]
- 3月15日 - 笹山栄一、日本の俳優（* 1931年）[152]
- 3月15日 - 小山敏子、日本の離散数学者、お茶の水女子大学名誉教授（* 1932年?）[153]
- 3月15日 - 呂良煥、台湾の元プロゴルファー（* 1936年）[154]
- 3月15日 - ジャン＝ピエール・コルテジアーニ（英語版）、フランスのエジプト学者（* 1942年）[155]
- 3月15日 - デニス・ゴンザレス（英語版）、アメリカ合衆国のジャズトランペット奏者（* 1954年）[156]
- 3月15日 - 山本アキヲ、日本のテクノポップミュージシャン（* 1969年）[157]
- 3月15日 - オレグ・ミチャーエフ、ロシアの軍人、第150自動車化狙撃師団長（* 1975年）[158]

## 16日 - 31日

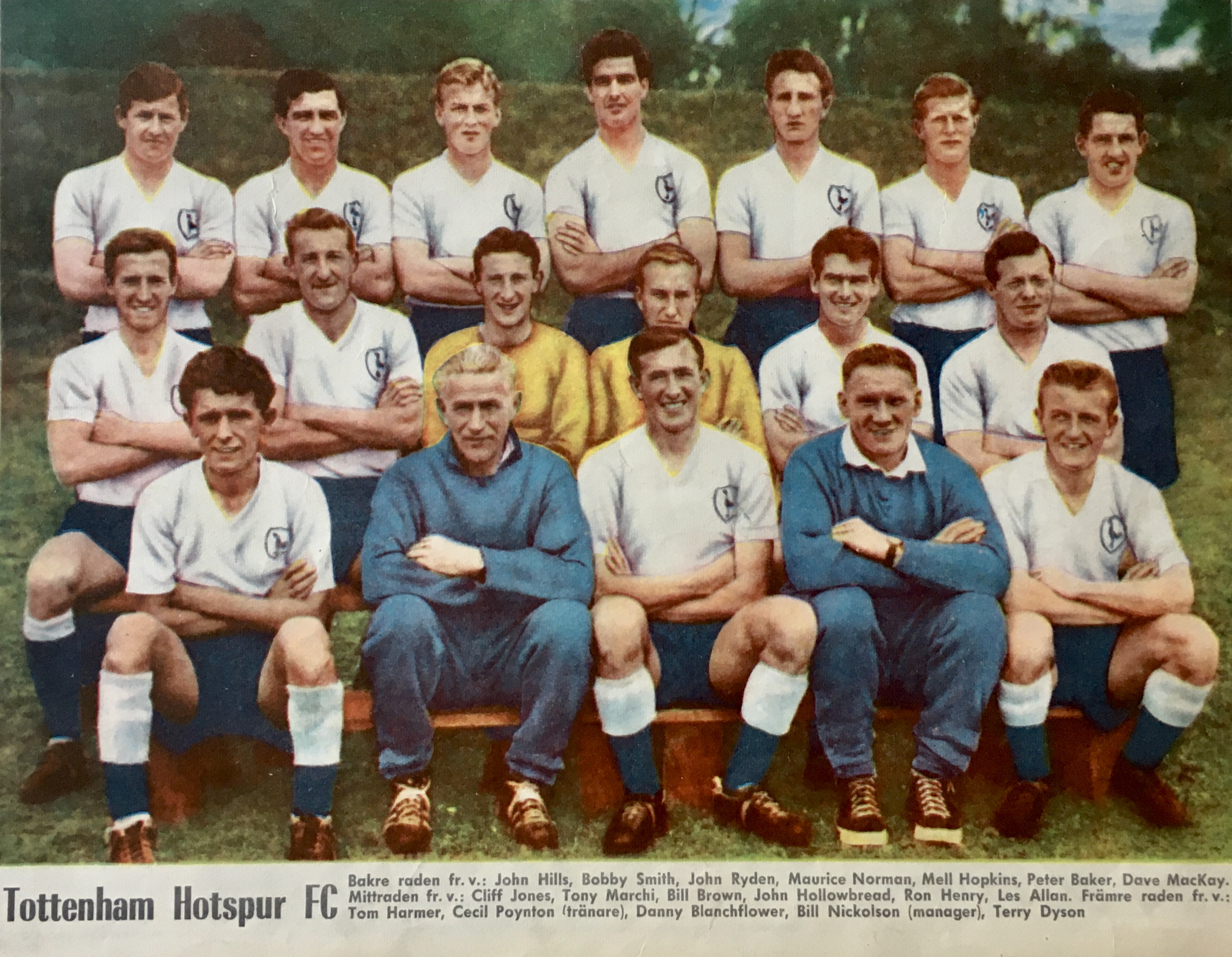
トニー・マルキ（中段左から2人目）／3月16日没

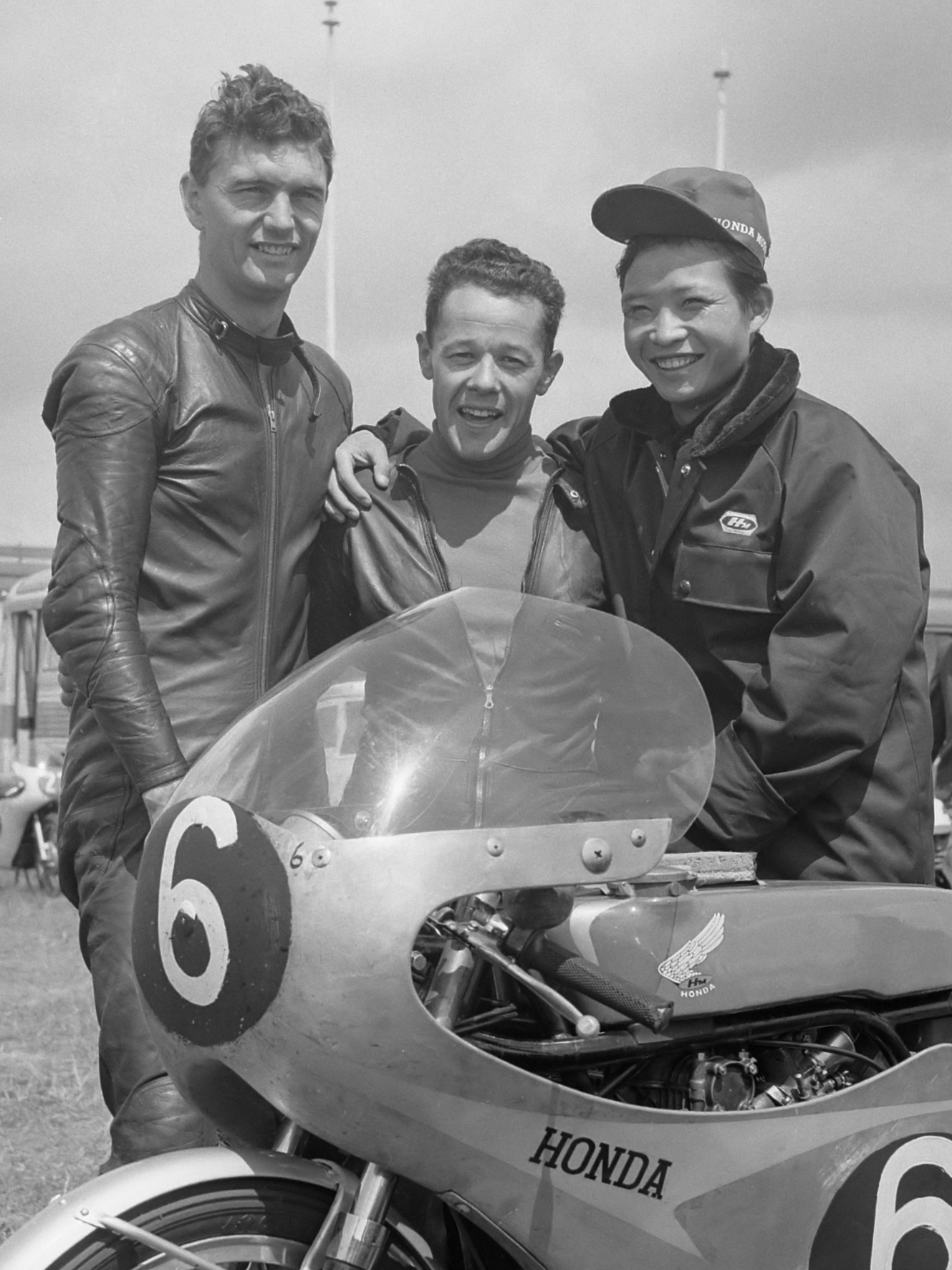
高橋国光（右）／3月16日没

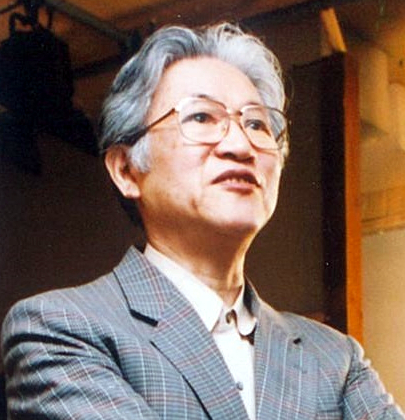
佐藤忠男／3月17日没

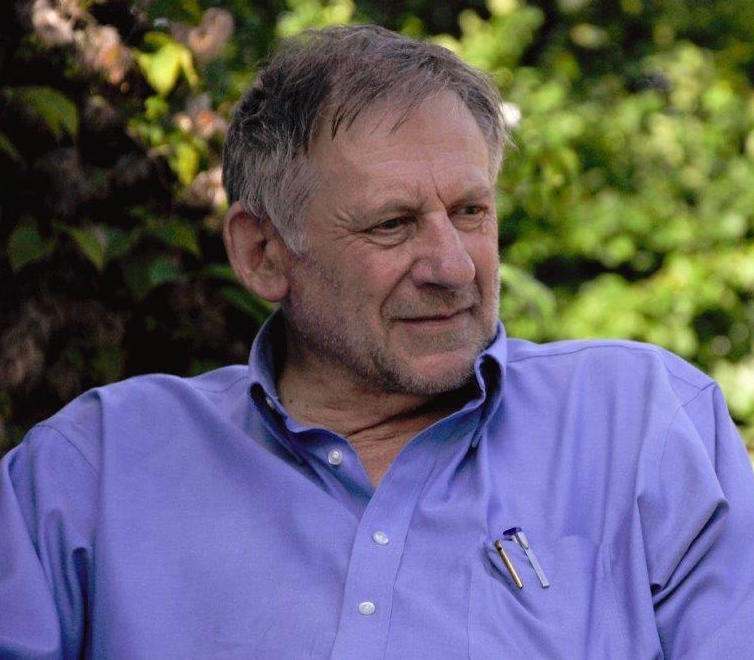
クリストファー・アレグザンダー／3月17日没

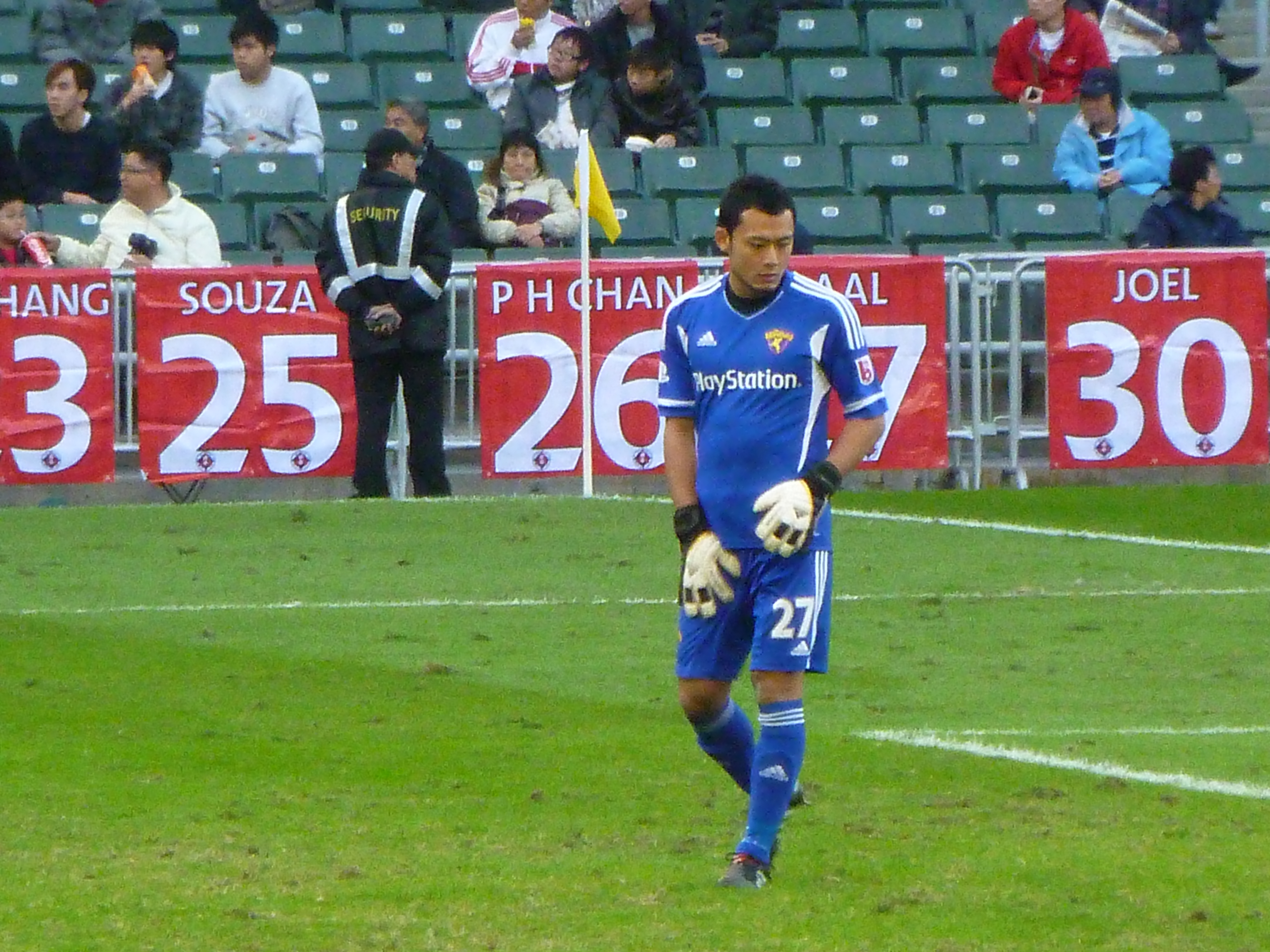
高田寿典／3月17日没

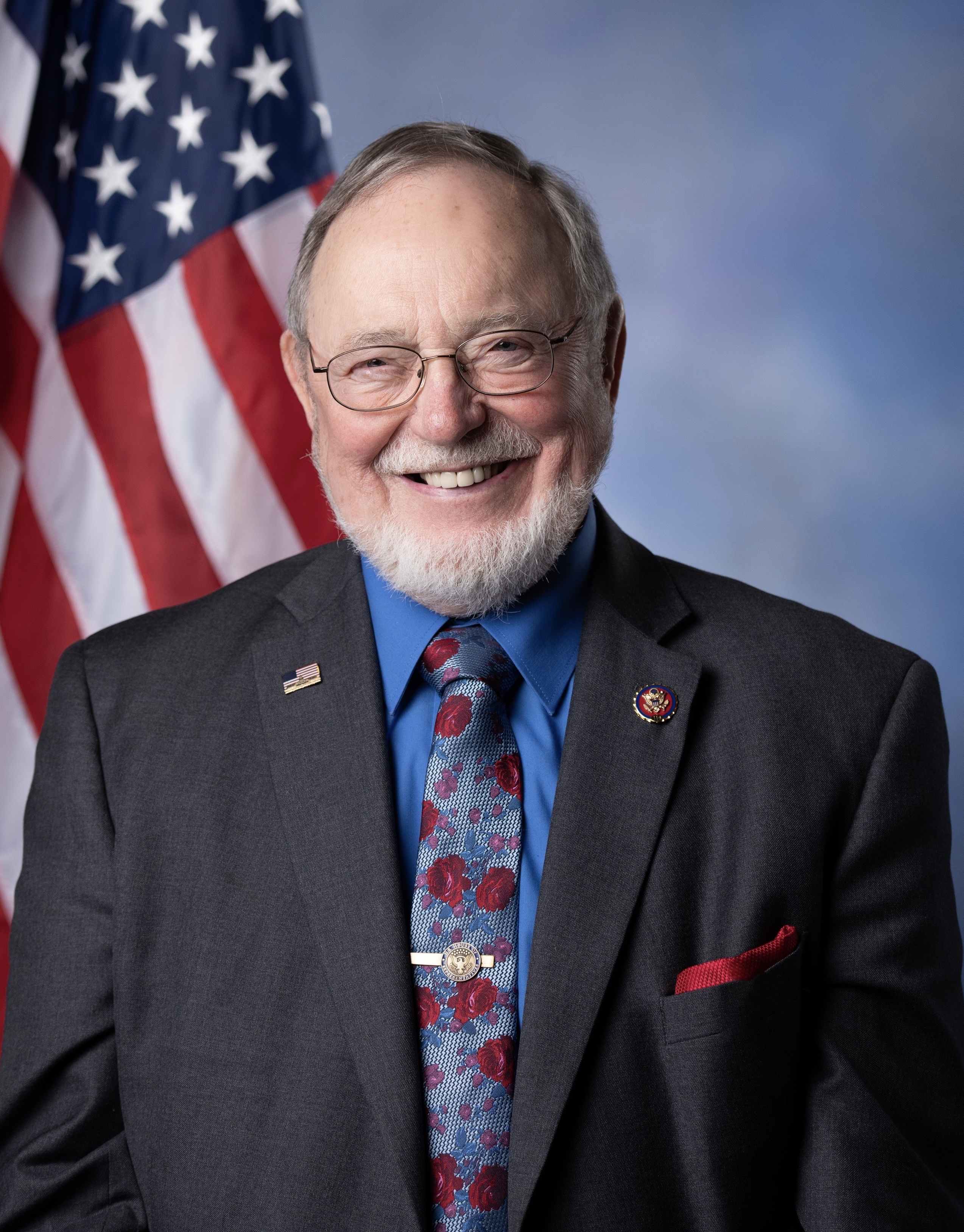
ドン・ヤング／3月18日没

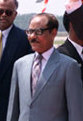
シャハブッディン・アーメド／3月19日没

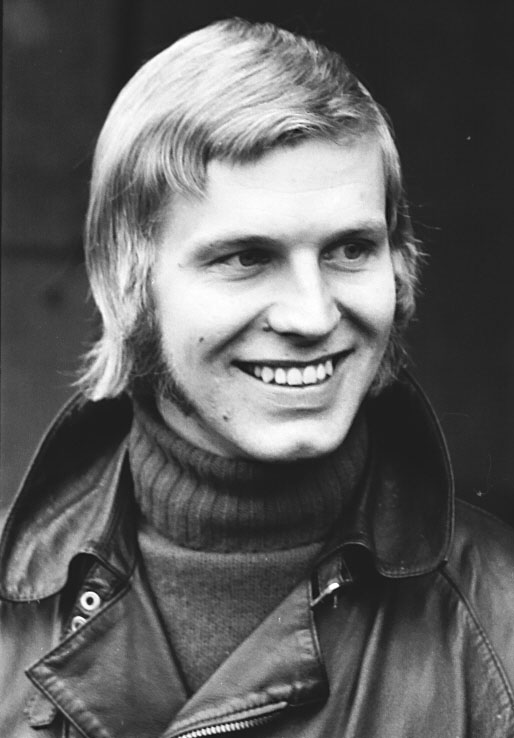
レイネ・ウィセル／3月20日没

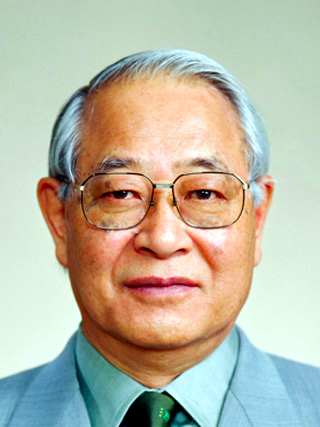
西尾勝／3月22日没

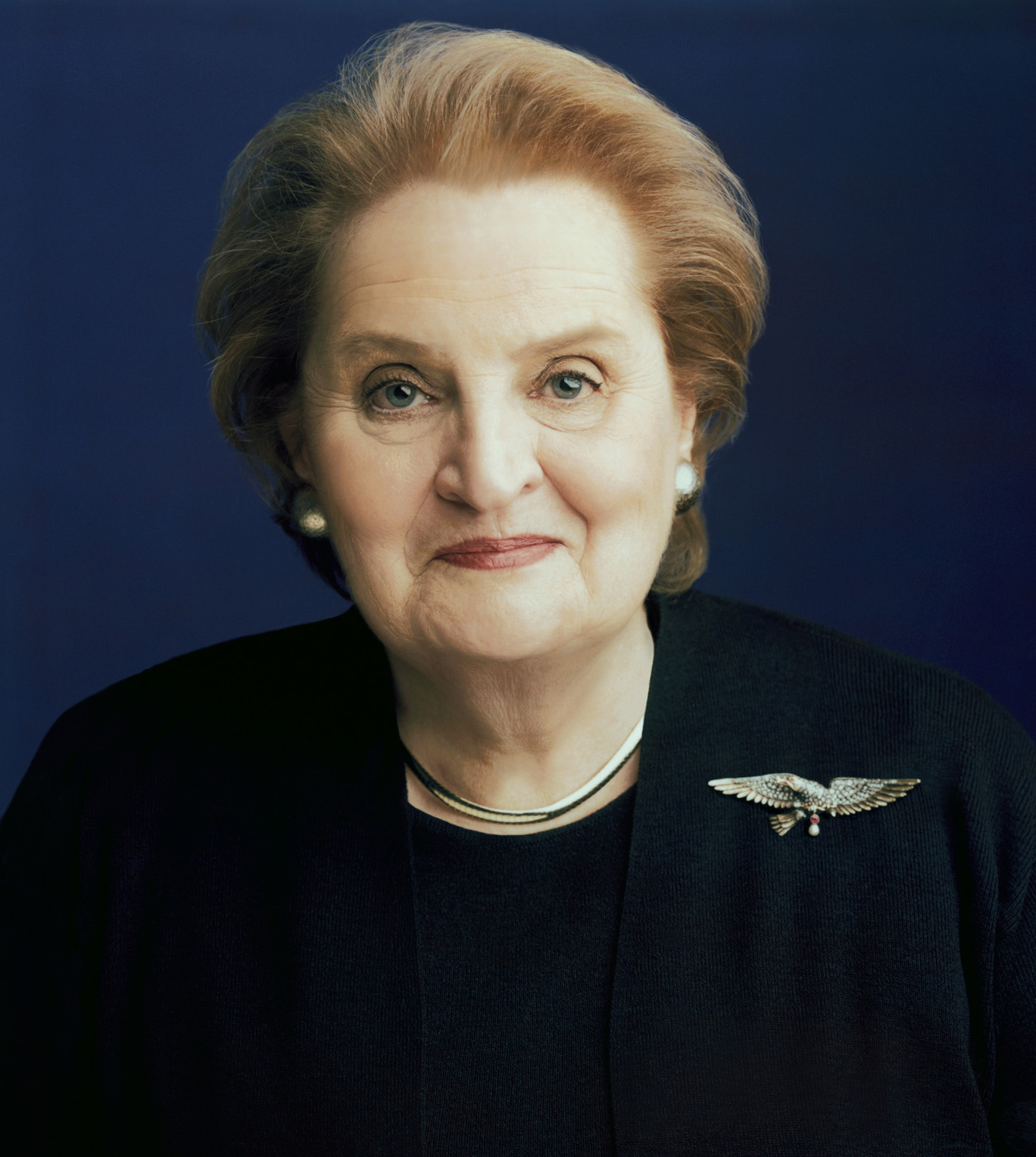
マデレーン・オルブライト／3月23日没

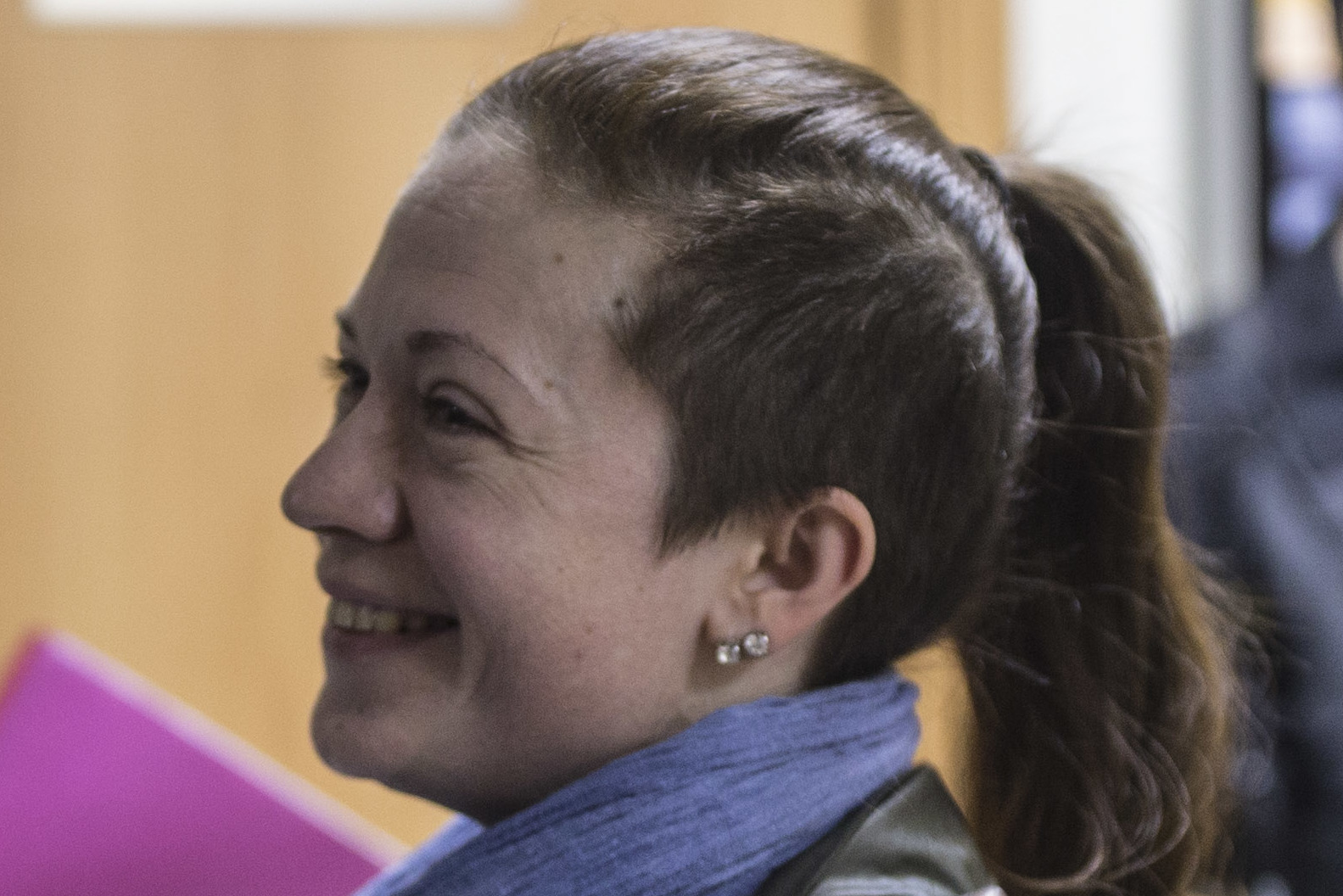
オクサナ・バウリナ／3月23日没

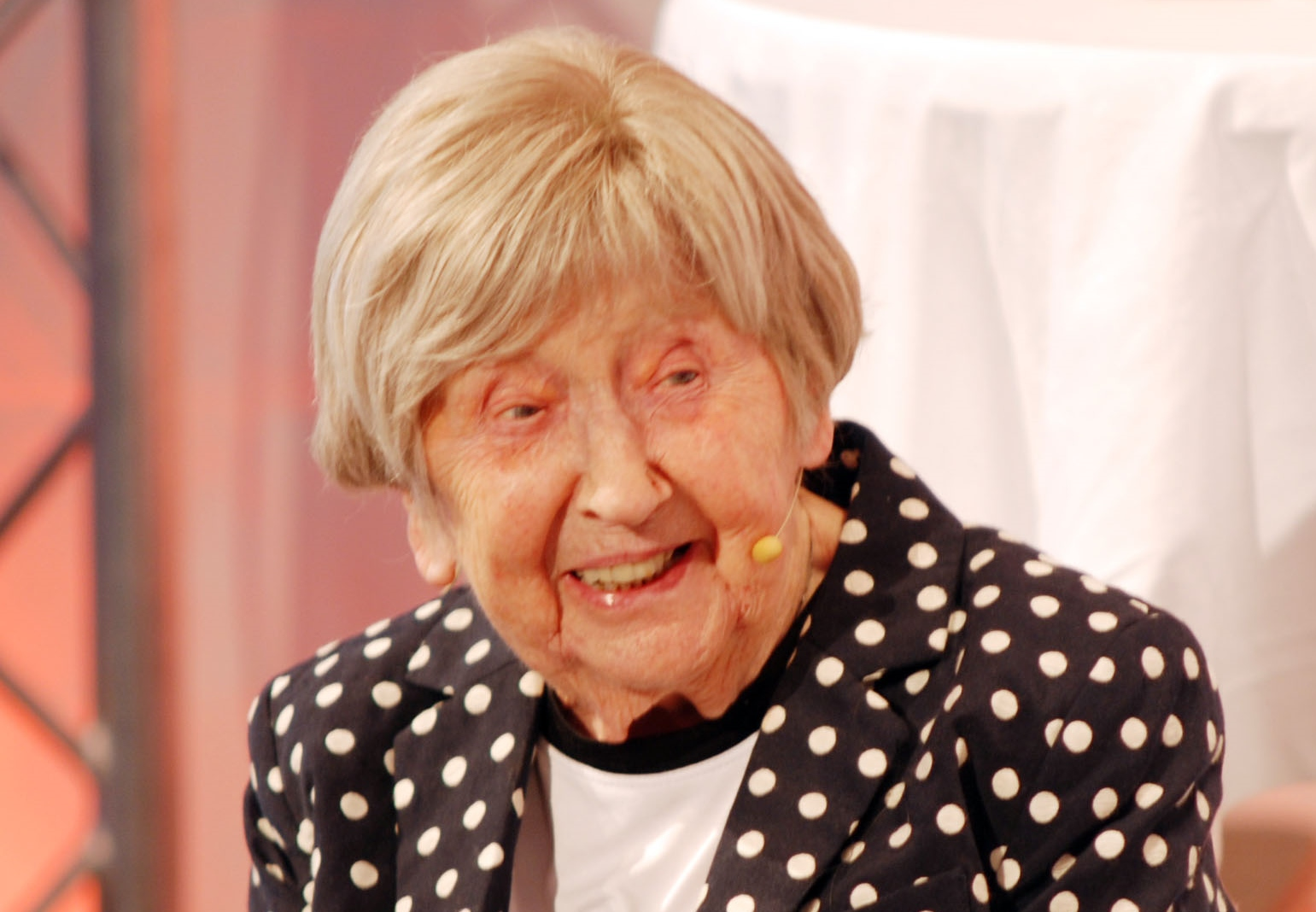
ダグニー・カールソン／3月24日没

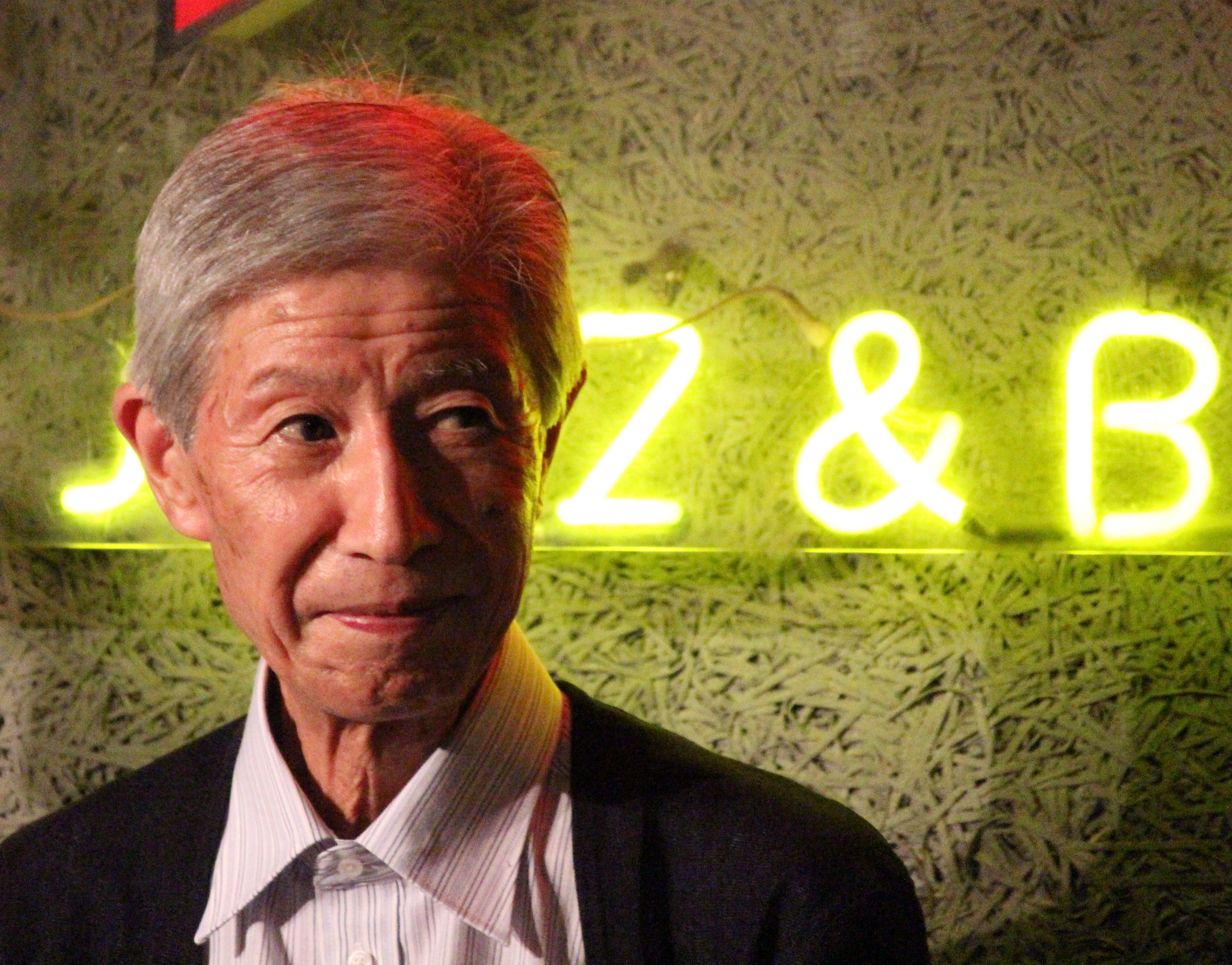
柳澤愼一／3月24日没

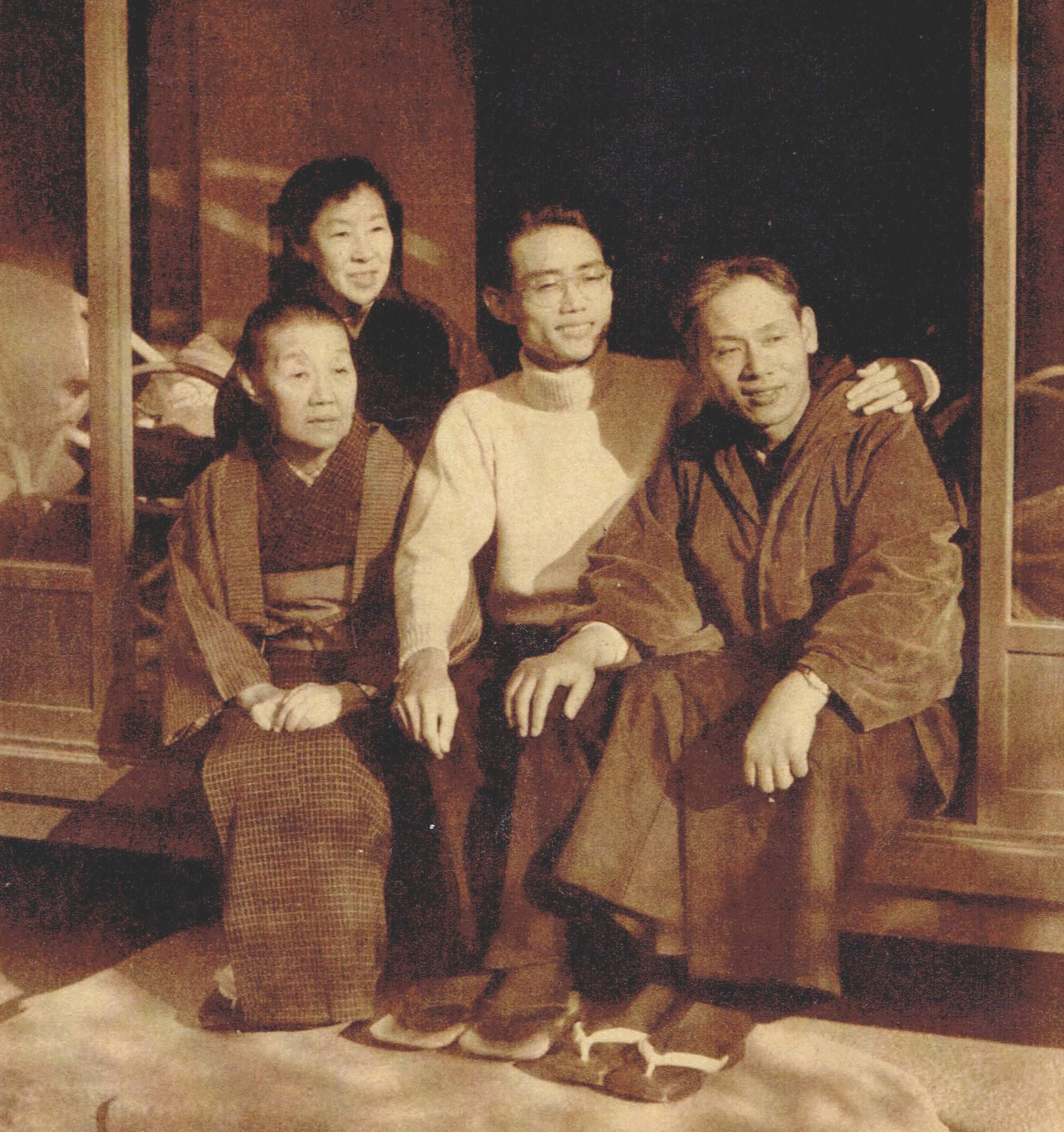
松田寛夫（右から2番目）／3月24日没

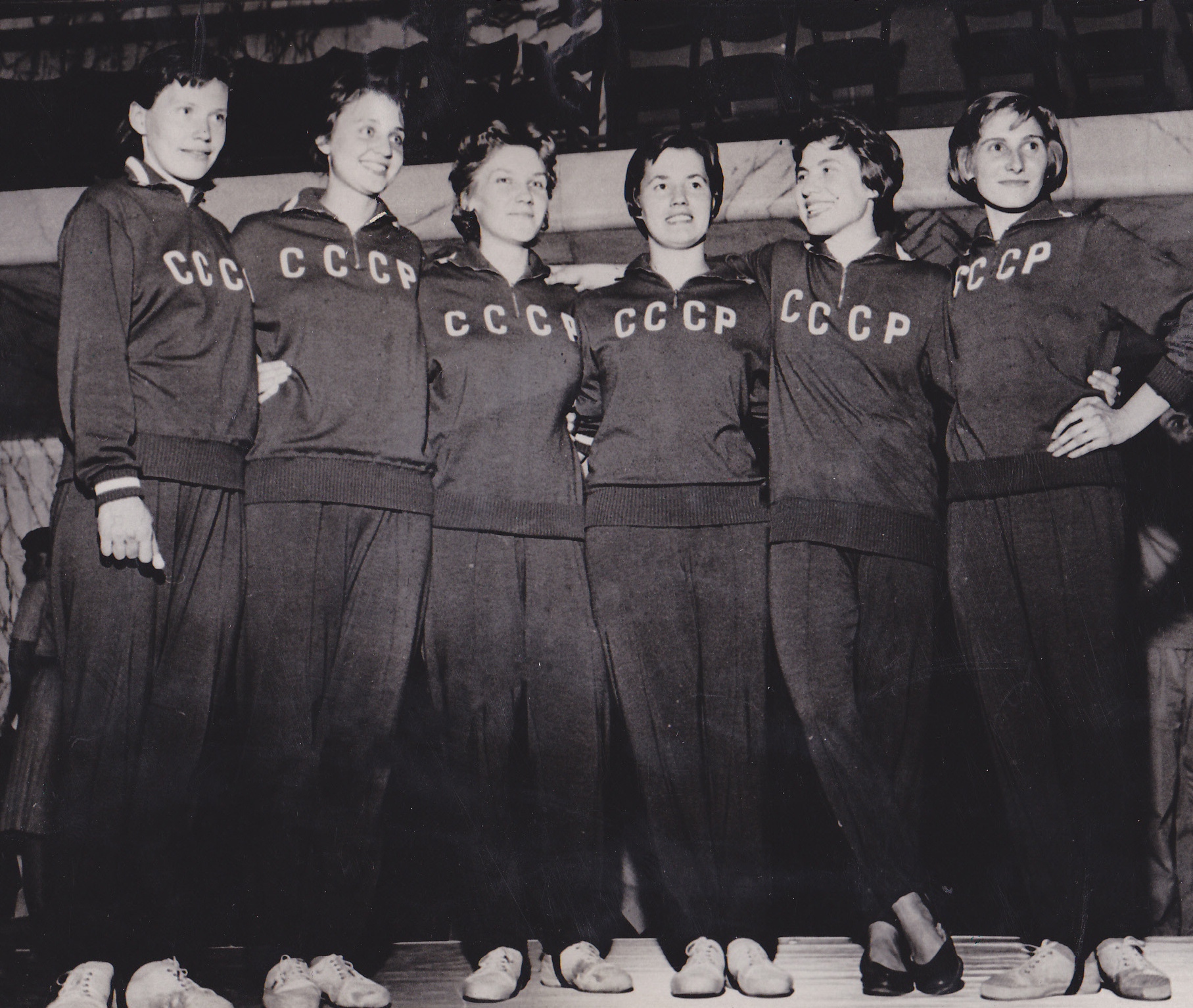
アレクサンドラ・ザベリナ（右から3番目）／3月27日没

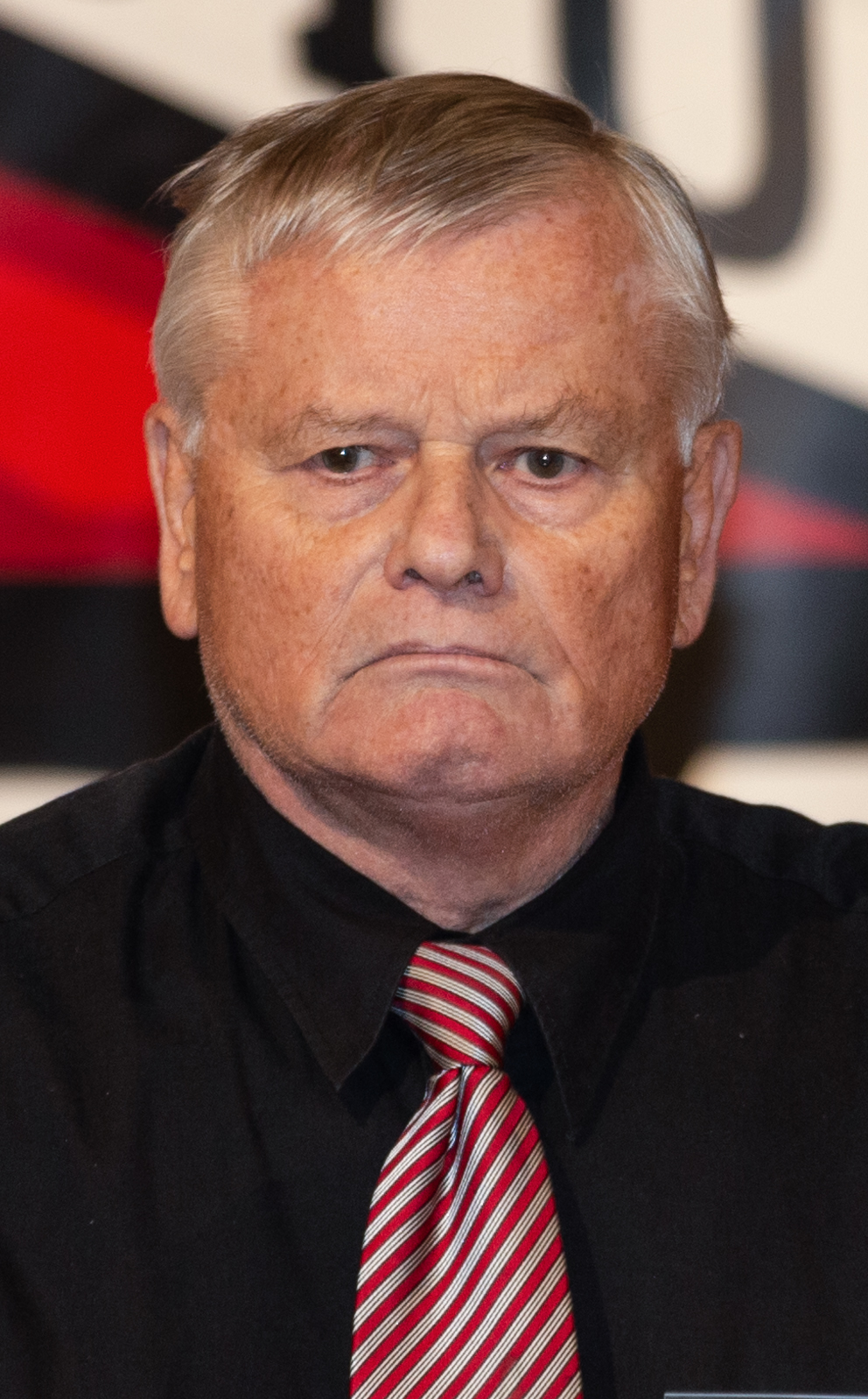
ギュンター・デッカート／3月31日没

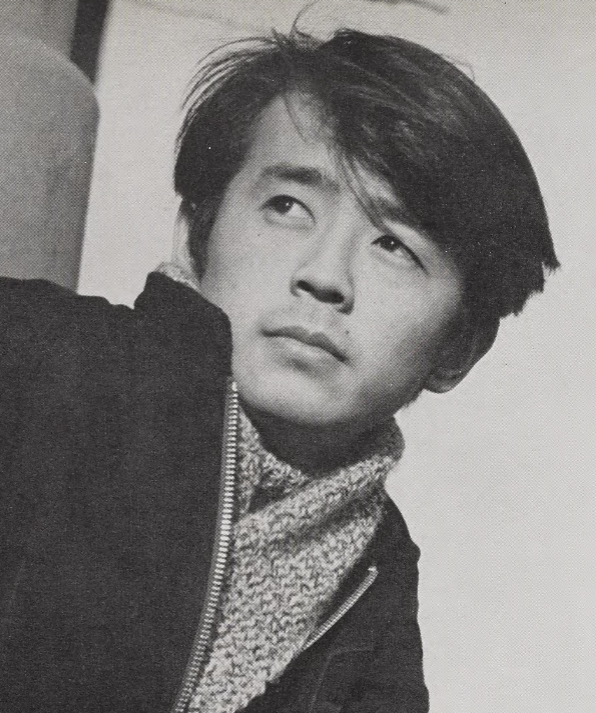
山本圭／3月31日没

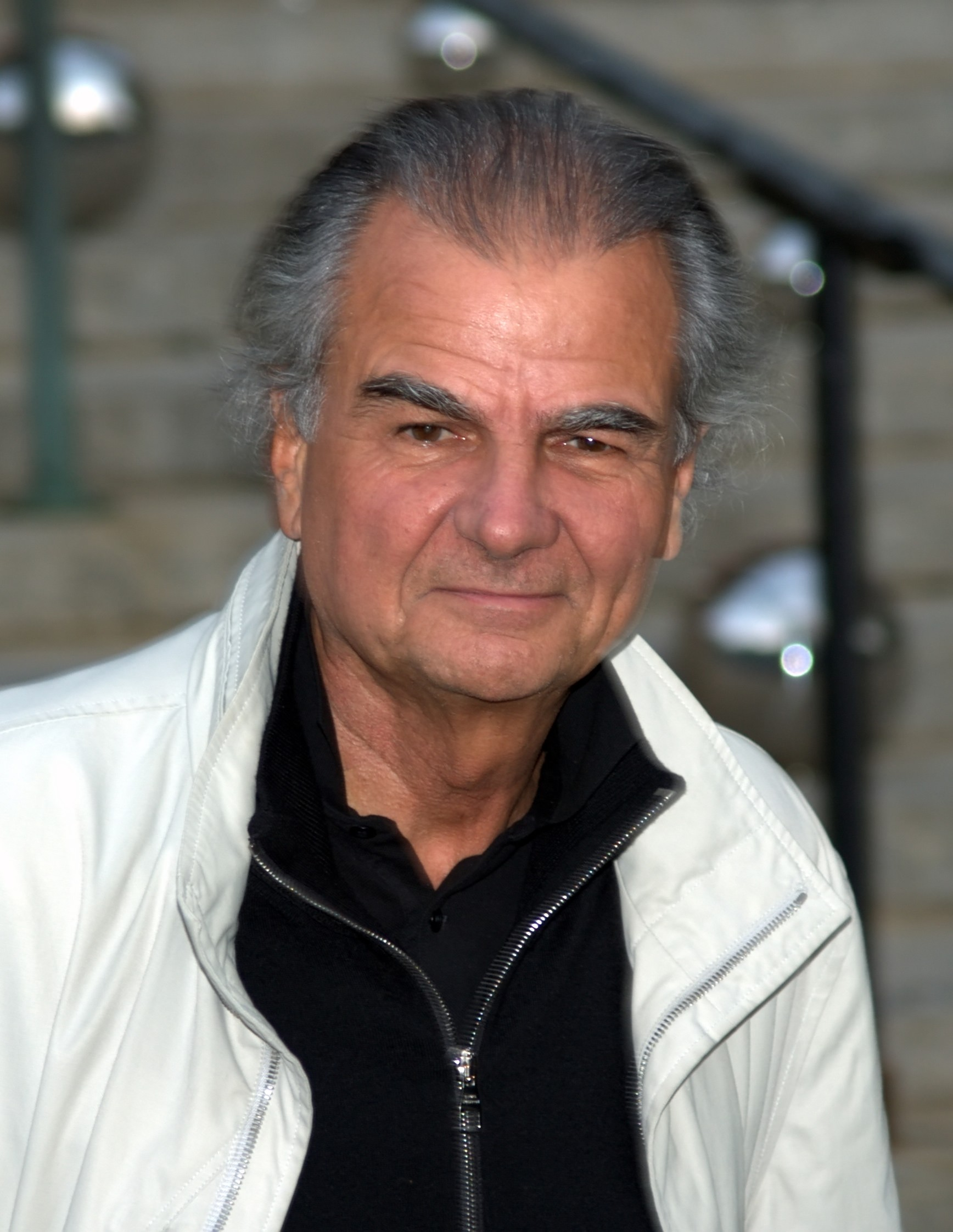
パトリック・デマルシェリエ／3月31日没

- 3月16日 - トニー・マルキ、イングランドの元サッカー選手（* 1933年）[159]
- 3月16日 - ラルフ・テリー（英語版）、アメリカ合衆国の元MLB選手【ニューヨーク・ヤンキースなどに所属】（* 1936年）[160]
- 3月16日 - 高橋国光、日本の元レーシングドライバー、オートバイ評論家（* 1940年）[161][162]
- 3月16日 - 戸部貞信、日本の実業家、元大塚食品社長（* 1941年）[163]
- 3月16日 - バーバラ・モリソン（英語版）、アメリカ合衆国のジャズシンガー（* 1949年）[164]
- 3月16日 - 池田修、日本のアートディレクター、BankART1929創立者（* 1957年）[165]
- 3月16日 - アンドレイ・モルドヴィチェフ、 ロシアの陸軍軍人、第8親衛諸兵科連合軍司令官（* 1976年）[166]
- 3月17日 - 箕輪芳二、日本の画家（* 1925年）[167]
- 3月17日 - 佐藤忠男、日本の映画評論家、日本映画大学元学長・名誉教授（* 1930年）[168]
- 3月17日 - クリストファー・アレグザンダー、オーストリアの都市計画家、建築家（* 1936年）[169]
- 3月17日 - ピーター・ボウルズ（英語版）、イギリスの俳優（* 1936年）[170]
- 3月17日 - オクサナ・シュヴェッツ、ウクライナの女優（* 1955年）[171]
- 3月17日 - 後藤友明、日本の水産学者、岩手大学教授（* 1967年）[172]
- 3月17日 - アルテム・ダツィシン、ウクライナのバレエダンサー（* 1979年）[173]
- 3月17日（遺体発見日） - 高田寿典、日本の元サッカー選手（* 1981年）[174]
- 3月17日 - セルゲイ・スハレフ、ロシアの軍人、空挺軍大佐、第331親衛隊空挺連隊司令官（* 1981年）[175][176]
- 3月18日 - ボリス・ロマンチェンコ、ウクライナの社会活動家（* 1926年）[177]
- 3月18日 - ベルナベ・マルティ（英語版）、スペインのオペラ歌手（* 1928年）[178]
- 3月18日 - ドン・ヤング、アメリカ合衆国の政治家、下院議員、第45代最長老議員（英語版）（* 1933年）[179]
- 3月18日 - ペッパー・マーチン（英語版）、カナダの俳優、元プロレスラー（* 1936年）[180]
- 3月18日 - 出原敏孝、日本の理工学者、福井大学名誉教授（* 1940年）[181]
- 3月18日 - 岩浅寿二郎、日本の実業家、元大日本塗料社長（* 1947年）[182]
- 3月18日 - ドジ井坂、日本の元プロサーファー（* 1948年）[183]
- 3月18日 - 山本雅夫、日本のプロ野球選手【南海ホークス、読売ジャイアンツなどに所属】（* 1953年）[184]
- 3月18日 - 米川伸也、日本の競馬調教師【ホッカイドウ競馬所属】（* 1952年）[185]
- 3月18日 - アンドレイ・モルドヴィチェフ、ロシアの軍人、第8諸兵科連合軍司令官（* 1976年）[186][187]
- 3月19日 - 守山四郎、日本のスーパーセンテナリアン、北海道内の明治生まれ男性最後の生き残り（* 1911年）[188]
- 3月19日 - シャハブッディン・アーメド、バングラデシュの法学者、政治家、元最高裁長官、第12代大統領（* 1930年）[189]
- 3月19日 - アラン・ホップグッド、オーストラリアの俳優（* 1934年）[190]
- 3月19日 - 宮平良紀、日本のアナウンサー【ラジオ沖縄所属】（* 1941年?）[191]
- 3月19日 - ミハイル・ユロフスキ（英語版）、ロシアの指揮者（* 1945年）[192]
- 3月19日 - アンドレイ・パリー、ロシアの軍人、海軍大佐、黒海艦隊副司令官（* 1971年）[193][194]
- 3月19日 - フェデリコ・マルティン・アランブル（英語版）、アルゼンチンの元ラグビーユニオン選手、元同国代表（* 1980年）[195]
- 3月20日 - 堀江正夫、日本の政治家、元自由民主党参院議員、元陸上自衛官（* 1915年）[196]
- 3月20日 -  樋渡正三、日本のセンテナリアン、秋田県内歴代男性最高齢者（* 1917年）[197]
- 3月20日 - ライモン・カラスコ（英語版）、スペインのサッカー球団経営者、元FCバルセロナ会長（* 1924年）[198]
- 3月20日 - レイネ・ウィセル、スウェーデンのレーシングドライバー（* 1941年）[199]
- 3月20日 - 橋本夕紀夫、日本の空間デザイナー（* 1962年）[200]
- 3月21日 - エヴァ・インゲボルグ・シュルフ、ドイツの女優（* 1928年）[201]
- 3月21日 - 丹野真、日本の英語学者、上智大学名誉教授（* 1946年）[202]
- 3月21日 - スメイロ・ブベイエ・マイガ（英語版）、マリ共和国の政治家、第17代首相（* 1954年）[203]
- 3月21日 - イヴァン・コロンナ（英語版）、フランスのコルシカ民族解放戦線活動家、テロリスト（* 1960年）[204]
- 3月21日 - 青山真治、日本の映画監督（* 1964年）[205]
- 3月22日 - 西尾勝、日本の行政学者、東京大学名誉教授（* 1938年）[206]
- 3月22日 - 三留理男、日本の報道写真家（* 1938年）[207]
- 3月22日 - 阪本敏三、日本の元プロ野球選手【阪急ブレーブスなどに所属】（* 1943年）[208]
- 3月22日 - エルナルド・ウェブスター（英語版）、アメリカ合衆国の元バスケットボール選手（* 1948年）[209]
- 3月22日 - バリントン・パターソン（英語版）、イギリスの元キックボクサー・総合格闘家（* 1965年）[210]
- 3月22日 - アレクセイ・シャロフ、ロシアの軍人、海軍大佐、黒海艦隊第810海兵旅団長（* 1980年）[211][212]
- 3月23日 - 小林海暢、日本の真言宗僧侶、浄土寺名誉住職（* 1921年）[213]
- 3月23日 - 楠本加美野、日本の宗教家、生長の家長老、元宝蔵神社宮司（* 1922年）[214]
- 3月23日 - エドワード・ジョンソン3世、アメリカ合衆国の投資家（* 1930年）[215]
- 3月23日 - グズルン・ヘルガドッティル（英語版）、アイスランドの児童文学作家（* 1935年）[216]
- 3月23日 - マデレーン・オルブライト、アメリカ合衆国の政治家、第64代国務長官（* 1937年）[217]
- 3月23日 - 金丸信吾、日本の実業家（* 1944年）[218]
- 3月23日 - 大伴良則、日本の音楽評論家（* 1948年）[219]
- 3月23日 - 宮澤保夫、日本の教育者、星槎グループ会長（* 1949年）[220]
- 3月23日 - オクサナ・バウリナ、ロシアのジャーナリスト（* 1979年）[221]
- 3月24日 - ダグニー・カールソン、スウェーデンのセンテナリアン、ブロガー（* 1912年）[222]
- 3月24日 - 高久史麿、日本の内科医、自治医科大学前学長、東京大学名誉教授（* 1931年）[223]
- 3月24日 - 柳澤愼一、日本の俳優、歌手（* 1932年）[224]
- 3月24日 - 松田寛夫、日本の脚本家（* 1933年）[225]
- 3月24日 - ジャクソン井口、日本の音楽プロデューサー、DJ（* 1957年）[226]
- 3月24日 - カーク・バプティスト、アメリカ合衆国の元陸上選手、1984年ロサンゼルスオリンピック男子200m銀メダリスト（* 1962年）[227]
- 3月25日 -  石塚慈侊、日本の天台宗僧侶、善光寺大勧進元貫主（* 1923年?）[228]
- 3月25日 - ジョン・チャップル（英語版）、イギリスの元軍人、陸軍元帥、元地上部隊司令部長官・参謀総長・ジブラルタル総督（* 1937年）[229]
- 3月25日 -  瀬戸健一郎、日本の政治家、ポリティカルセオリスト、元草加市議会議員（* 1962年）[230]
- 3月25日 - テイラー・ホーキンス、アメリカ合衆国のロックバンド「フー・ファイターズ」のドラマー（* 1972年）[231]
- 3月25日 - ヤコフ・レザンツェフ、ロシアの陸軍中将。中央軍管区第49諸兵科連合軍司令官（* 1973年）[232]
- 3月25日 - マクシム・カハル（ウクライナ語版）、ウクライナのキックボクサー（* 1991年）[233]
- 3月26日 - 和田一郎、日本の政治家、元衆議院議員【公明党所属】（* 1929年）[234]
- 3月26日 - 松本栄二、日本の福祉学者、上智大学名誉教授（* 1931年）[235]
- 3月26日 - ジェフ・カーソン（英語版）、アメリカ合衆国の元カントリー・ミュージックシンガー、警察官（* 1963年）[236]
- 3月26日 - パン・ジュンソク、韓国の作曲家、音楽監督、シンガーソングライター（* 1971年）[237]
- 3月27日 - 小林百太郎、日本の実業家、FYH名誉会長・元社長、馬主（* 1928年）[238][239]
- 3月27日 - 森本英夫、日本のフランス語学者、大阪市立大学・甲南女子大学名誉教授（* 1934年）[240]
- 3月27日 - アレクサンドラ・ザベリナ、ロシアの元フェンシング選手、1960年ローマ・1968年メキシコシティー・1972年ミュンヘンオリンピック女子フルーレ団体金メダリスト（* 1937年）[241]
- 3月27日 - アヤズ・ムタリボフ（英語版）、アゼルバイジャンの政治家、第10代アゼルバイジャンSSR首相、第18代アゼルバイジャン共産党第一書記、初代アゼルバイジャン大統領（* 1938年）[242]
- 3月27日 - 野田知佑、日本の環境著作家、カヌーイスト（* 1938年）[243]。
- 3月27日 - エンリケ・ピンティ（英語版）、アルゼンチンの俳優、コメディアン（* 1939年）[244]
- 3月27日 - ジェームズ・ヴォーペル（英語版）、アメリカ合衆国の科学者、老年学者（* 1945年）[245]
- 3月27日 - 村石宏實、日本の演出家、映画監督（* 1947年）[246][247]
- 3月27日 - オレクサンドル・ルジャフスキー（ウクライナ語版）、ウクライナの政治家、最高議会議員（* 1959年）[248]
- 3月28日 - 緒方信一郎、日本の元国会職員、元衆議院事務総長・日本道路公団総裁、国立国会図書館館長（* 1933年）[249]
- 3月28日 - 菊地信義、日本の装幀家（* 1943年）[250]
- 3月28日 - ユージン・メルニック（英語版）、カナダの実業家、オタワ・セネターズオーナー（* 1959年）[251]
- 3月28日 - 広田泉、日本の鉄道写真家（* 1969年）[252]
- 3月28日（訃報発表日） - ミラ・カリックス（英語版）、南アフリカ共和国出身のイギリスのビジュアルアーティスト、ミュージシャン（* 1970年）[253]
- 3月28日 -  Sing J Roy、日本のレゲエミュージシャン（* 1974年）[254]
- 3月28日 - モハマッド・ファミ、インドネシアのゲームクリエイター（* 1990年）[255]
- 3月29日 - 新井弘順、日本の真言宗豊山派僧侶、声明研究者（* 1944年）[256]
- 3月29日 - ポール・ハーマン（英語版）、アメリカ合衆国の俳優（* 1946年）[257]
- 3月29日 - ドナルド・タビー・ショウ、ジャマイカのレゲエミュージシャン、マイティ・ダイアモンズメンバー（* 1955年）[258]
- 3月29日 - ミゲル・ファン・ダンメ（英語版）、ベルギーのサッカー選手（* 1993年）[259]
- 3月29日 - ガンジー西垣、日本のジャズベーシスト、音楽グループCINEMA dub MONKSのウッドベース（* 生年不明）[260]
- 3月29日 - 桜瀬彩香、日本のライトノベル作家（* 生年不明）[261]
- 3月30日 - エゴン・フランケ（英語版）、ポーランドの元フェンシング選手、1964年東京オリンピックフルーレ個人金メダリスト（* 1935年）[262]
- 3月30日 - 辻井清幸、日本の指揮者、大阪音楽大学名誉教授（* 1937年?）[263]
- 3月30日 - 宮崎学、日本の評論家、ノンフィクション作家、小説家（* 1945年）[264]
- 3月30日 - トム・パーカー（英語版）、イギリスの歌手、ザ・ウォンテッドメンバー（* 1988年）[265]
- 3月31日 - ゲオルギ・アタナソフ（英語版）、ブルガリアの政治家、ブルガリア人民共和国第9代閣僚評議会議長（* 1933年）[266]
- 3月31日 - 柏瀬和司、日本の応用物理学者、名古屋大学名誉教授（* 1933年?）[267]
- 3月31日 - 北村武資、日本の染織家（* 1935年）[268]
- 3月31日 - 山口正康、日本のジャーナリスト、元毎日新聞編集委員、仁愛大学名誉教授（* 1935年）[269]
- 3月31日 - クラウス・リーゼンフーバー、ドイツの哲学者、思想史研究者（* 1938年）[270]
- 3月31日 - ギュンター・デッカート、ドイツの政治活動家、元ドイツ国家民主党党首（* 1940年）[271]
- 3月31日 - 山本圭、日本の俳優（* 1940年）[272]
- 3月31日 - 児島邦宏、日本の教育学者、東京学芸大学名誉教授（* 1942年）[273]
- 3月31日 - パトリック・デマルシェリエ、フランスの写真家（* 1943年）[274]
- 3月31日 - ジョゼフ・カリクシュタイン（英語版）、アメリカ合衆国のピアニスト（* 1946年）[275]
- 3月31日 - 牧憲司、日本の歯科医、九州歯科大学副学長、公益財団法人日本小児歯科学会理事長（* 1958年?）[276]